# Lịch sử hành chính Gia Lai
Gia Lai là một tỉnh thuộc vùng Tây Nguyên. Phía bắc giáp tỉnh Kon Tum, phía nam giáp tỉnh Đắk Lắk, phía đông giáp các tỉnh Bình Định và Phú Yên, phía tây giáp tỉnh Ratanakiri của Vương quốc Campuchia.

## Giai đoạn 1954 - 1975

### Về phíaQuốc gia Việt NamvàViệt Nam Cộng hòa

#### TỉnhPleiku
Ngày 26 tháng 1 năm 1957, Bộ trưởng Nội vụ Việt Nam Cộng hòa ban hành Nghị định số 27-BNV/HC/NĐ. Theo đó, thị trấn Pleiku được đổi thành xã thường.
Ngày 24 tháng 10 năm 1957, Bộ trưởng Nội vụ Việt Nam Cộng hòa ban hành Nghị định số 320-BNV/HC/NĐ. Theo đó, thành lập quận Châu Thành Pleiku thuộc tỉnh Pleiku. Quận lỵ đặt tại Pleiku.
Ngày 25 tháng 6 năm 1958, Bộ trưởng Nội vụ Việt Nam Cộng hòa ban hành Nghị định số 340-BNV/HC/NĐ. Theo đó, phân chia quận Pleiku thuộc tỉnh Pleiku thành hai quận: quận Lệ Trung (Pleiku cũ) đặt trụ sở tại xã Pleiku và quận Thuận Đức, trụ sở đặt tại Phước Thiện (Cuty).
Ngày 11 tháng 7 năm 1958, Tổng thống Việt Nam Cộng hòa ban hành Sắc lệnh số 369-NV. Theo đó, ranh giới giữa hai tỉnh Kon Tum và Pleiku nay được ấn định lại: khu vực nằm về phía nam đường ranh giới của tỉnh Kon Tum, từ điểm ZA 010-740 đến điểm BR 146-740, nguyên thuộc tỉnh Kontum sáp nhập vào địa bàn tỉnh Pleiku.
Ngày 3 tháng 10 năm 1958, Tổng thống Việt Nam Cộng hòa ban hành Nghị định số 549-BNV/HC/P7/NĐ. Theo đó, tỉnh Pleiku (tỉnh lỵ Pleiku) gồm các đơn vị hành chánh sau đây:
| Đơn vị hành chánh của tỉnh Pleiku |                                       | |
| Số thứ tự                         | Quận                                  | Tổng, xã |
| 1                                 | Lệ Trung (quận lỵ Hội Phú Hội Thương) | - Tổng Piei Roh, gồm các xã: Plei Roh, Plei Kodut, Plei la Maith, Plei Blang, Plei Gao Monang. - Tổng Piei Ngo, gồm các xã: Plei Ngo, Plei Ngol, Plei Chom Prong, Plei Le Anh. - Tổng Plei Yon Prong, gồm các xã: Plei Yon Prong, Plei Tot Tau, Plei Tor Kia, Plei Klan Ngol. - Tổng Plei Dolim, gồm các xã: Pies Dolim, Plei Blut Roh, Plei pa Bong. - Tổng Lac, gồm các xã: Plei Brel, Plei Monu, Plei Ko'eng, Plei Klung. - Tổng Plei Piom, gồm các xã: Plei Piom, Plei Ring, Plei Luk Prong. - Tổng Plei Brel Dor, gồm các xã: Plei Brel Dor, Plei Pham Gé, Plei Kotu, Plei Thung Heng. - Tổng Plei Totau, gồm các xã: Plei Tot Bioc, Plei Totau Nang, Plei Kueng Thu. - Tổng Plei Kly, gồm các xã: Plei Kly, Plei Potao, Plei Croh Bo. - Tổng Dak Bot, gồm các xã: Dak Bot, De Doch. - Tổng Degroi, gồm các xã: Degroi, De Blen Kokuih. - Tổng Mang Yang, gồm các xã: De Roh, De Kret Krot. - Tổng Plei Bong, gồm các xã: Piet Bong, Kon Chrah, Kon Tong Kotu. - Tổng Dak Doa, gồm các xã: Bok Ray, De Adroch, Kon Gang Kop, La Hiam. - Tổng Plei Tell, gồm các xã: Plei Grut, Piei Lut, Plei Hamrong Ngo, Plei Keng, Plei Kobo, Plei Boy, To Wan Ly, Plei Todoch. - Các xã: Châu Khê, Hội Phú Hội Thương, Tam Sơn, Biển Hồ, Bầu Can, Phú Yên, An Mỹ, Phú Thọ, Phú Mỹ, Mỹ Thạch, La Sơn (không có tổng). |
| 2                                 | Thuận Đức (quận lỵ Phước Thiện)       | - Tổng Plei Tai, gồm các xã: Plei Tai Per, Plei Me, Plei Do Doach. - Tổng Plei Ponuk, gồm các xã: Plei Ponuk, Plei Djrao Luck, Plei Lung Pang, Plei Yit Grun, Plei Ngol Drong. - Tổng Plei Donno, gồm các xã: Plei Donao, Plei Gong Kreh, Plei Sung Kueng, Plei Lom Pang, Plei Monu Glan, Plei Kueng la Grai. - Tổng Plei Del, gồm các xã: Plei Ea Gông, Plei Grong Dang, Plei Doc, Plei Del, Plei De La Lung, Plei Rac Lang. - Các xã: Hoàng Ân, Phước Thiện, Thanh Bình (không có tổng). |
| 3                                 | Tân An (quận lỵ An Khê)               | - Tổng Konkral, gồm các xã: Xu, Khói, Tài. - Tổng Nam, gồm các xã: Lúc Cúc, Krong Kotu, Rơn, Klom, Kong Kroi. - Tổng Kannak, gồm các xã: Tà Mộc, Bà Nâm, Kannak. - Tổng Tolo Tonang, gồm các xã: Ba Ba, Trung Nhang. - Tổng Dak Hawey, gồm các xã: Kon Nghe, Thăng. - Tổng Tolo Tonia, gồm các xã: Brang Lao, Tania, Djama. - Tổng Dak Motah, gồm các xã: Ro, Cà Chang, Ba La. - Tổng Kon Salam, gồm các xã: Sa Lam, Hà Nùng. - Tổng An Khê, gồm các xã: An Khê, An Định, Cửu Tú, Cửu An, Song An. - Tổng Tân Phong, gồm các xã: Tân Cư, Tân Tạo, An Dân, Song Tân, An Sơn. |
| 4                                 | Cheo Reo (quận lỵ Bon Rung Ma Doan)   | - Tổng la Robol, gồm các xã: Bon Rưng, Ma Đoan, Bon Ju Ma Huet, Bon Khan. - Tổng La Hiao, gồm các xã: Bon Tong Se, Bon Bruai, Bon Oi Hli, Bon Chroh Ponan. - Tổng la Piao, gồm các xã: Plei Wong Bong, Plei Rngoi Marın. - Tổng la Sol, gồm các xã: Bon So Oi Hie, Plei Ksing, Plei Glung. - Tổng Chutse, gồm các xã: Plei Atang, Plei Kueng. - Tổng Trung, gồm các xã: Bon Huing, Bon Hiao, Bon Kri, Bon Hiong Cham. - Tổng Bạc, gồm các xã: Bon Ai Nu, Bon Ngol, Bon Ma Hiu. - Tổng Bon Marok, gồm các xã: Bon Marot, Bon Chuanh, Bon Man Hiu. - Tổng Song Ba M'la, gồm các xã: Bon Bong Ma Nga, Bon Sum Bum, Bon Du Hop, Bon Ma Hluk. - Tổng Song C Lui, gồm các xã: Bon Tring, Bon Xa Gai, Bon Ma Nhe. - Các xã: Hao Đức, Phú Cần, Quang Hiển (không có tổng). |
| Cộng: 4 quận, 39 tổng, 154 xã.    |                                       | |

Ngày 3 tháng 2 năm 1959, Tổng thống Việt Nam Cộng hòa ban hành Sắc lệnh số 33-NV. Theo đó, thành lập một quận mới tại tỉnh Pleiku lấy tên là quận Lệ Thanh, đặt trụ sở tại Đức Hưng (Ia Kral).
Ngày 20 tháng 2 năm 1959, Tổng thống Việt Nam Cộng hòa ban hành Sắc lệnh số 36-a/NV. Theo đó, các địa điểm dinh điền tại Cao nguyên Trung phần có tên dưới này, nay lập thành xã: địa điểm dinh điền Bảo Đức thành xã Bảo Đức, thuộc quận Lệ Trung, tỉnh Pleiku; địa điểm dinh điền Lệ Cần thành xã Lệ Cần, thuộc quận Lệ Trung, tỉnh Pleiku; địa điểm dinh điền Lệ Chí thành xã Lệ Chí, thuộc quận Lệ Trung, tỉnh Pleiku; địa điểm dinh điền Thăng Đức thành xã Thăng Đức, thuộc quận Lệ Thanh, tỉnh Pleiku.
Ngày 13 tháng 3 năm 1959, Tổng thống Việt Nam Cộng hòa ban hành Sắc lệnh số 63-NV. Theo đó, chuyển quận Tân An nguyên thuộc tỉnh Pleiku (lúc trước thuộc tỉnh Bình Định) về tỉnh Bình Định.
Ngày 17 tháng 3 năm 1959, Tổng thống Việt Nam Cộng hòa ban hành Sắc lệnh số 65-NV. Theo đó, chuyển một phần đất phía Đông Nam Cheo Reo (nguyên thuộc tỉnh Pleiku) về quận Phú Đức tỉnh Phú Yên.
Ngày 21 tháng 5 năm 1959, Tổng thống Việt Nam Cộng hòa ban hành Sắc lệnh số 120-NV. Theo đó, sáp nhập vào quận Đồng Xuân, tỉnh Phú Yên, một phần đất của tổng la Piao (nguyên thuộc quận Cheo Reo, tỉnh Pleiku).
Ngày 21 tháng 5 năm 1959, Tổng thống Việt Nam Cộng hòa ban hành Sắc lệnh số 121-NV. Theo đó, sáp nhập vào quận Sơn Hòa, tỉnh Phú Yên, các xã kể sau thuộc quận Cheo Reo, tỉnh Pleiku: xã Bon Ngol, thuộc tổng Bac; xã Bon Mahiu, thuộc tổng Bac; xã Bon Ma Hluk (5 ấp còn lại), thuộc tổng Sông Ba M'La; xã Bon Du Hop, thuộc tổng Sông Ba M'La; xã Bon Xa Gai, thuộc tổng Sông Cà Lúi; xã Bon Ma Nhe, thuộc tổng Sông Cà Lúi; xã Bon Ma Nhiu, thuộc tổng Bon Marok; xã Phú Cần (không thuộc tổng nào); xã Quang Hiển (không thuộc tổng nào).
Ngày 22 tháng 12 năm 1959, Tổng thống Việt Nam Cộng hòa ban hành Nghị định số 1746-BNV/NC-8. Theo đó, tỉnh Pleiku (tinh ly Pleiku) gồm các đơn vị hành chánh sau đây:
| Đơn vị hành chánh của tỉnh Pleiku |                                       | |
| Số thứ tự                         | Quận                                  | Tổng, xã |
| 1                                 | Lệ Trung (quận lỵ Hội Phú Hội Thượng) | - Tổng Plei Roh, gồm các xã: Plei Roh, Plei Kodut, Plei la Maith, Plei Blang, Plei Gao Monang. - Tổng Plei Ngo, gồm các xã: Plei Ngo, Plei Ngol, Plei Chom Preng, Plei Lê Anh. - Tổng Plei Yong Prong, gồm các xã: Plei Yon Prong, Plei Tot Tau, Plei Tor Kia, Plei Klan Ngol. - Tổng Plei Dolim, gồm các xã: Plei Dolim, Plei Blut Roh, Plei Pa Bong. - Tổng Lac, gồm các xã: Plei Brel, Plei Monu, Plei Koteng, Plei Klung. - Tổng Plei Piom, gồm các xã: Plei Piom, Plei Ring, Plei Luk Prong. - Tổng Plei Brel Dor, gồm các xã: Plei Brel Dor, Plei Pham Gé, Plei Kotu, Plei Thung Heng. - Tổng Plei Potau, gồm các xã: Plei Tot Bioc, Plei Potau Nang, Plei Kueng Thu. - Tổng Plei Kly, gồm các xã: Plei Kly, Plei Potao, Plei Croh Bo. - Tổng Dak Bot. gồm các xã: Dak Bot, De Doch. - Tổng Degroi, gồm các xã: Degroi, De Blen Kokuih. - Tổng Mang Yang, gồm các xã: De Roh, De Kret Krot. - Tổng Plei Bong, gồm các xã: Plei Bong Kon Chrah, Kon Tong Kotu. - Tổng Dak Doa, gồm các xã: Bok Ray, De Adroch, Kon Gang Kop, Ia Hiam. - Tổng Blei Tell, gồm các xã: Plei Grut, Plei Lut, Plei Hamrong Ngo, Plei Kong, Plei Kobo, Plei Boy, To Wân Ly, Plei To doch. - Các xã (không có tổng): Châu Khê, Hội Phú Hội Thượng, Tam Sơn, Biển Hồ, Bàu Cạn, Phú Yên, An Mỹ, Phú Thọ, Lê Chỉ (dinh điền lập thành xã), Phú Mỹ, Mỹ Thạch, La Sơn, Bảo Đức (dinh diễn lập thành xã), Lệ Cần (dinh điền lập thành xã). |
| 2                                 | Lệ Thanh (quận lỵ Đức Hưng)           | - Tổng Plei Tai, gồm các xã: Plei Tai Per, Plei Me, Plei Do Doach. - Tổng Plei Ponuk, gồm các xã: Plei Ponuk, Plei Djrao Luck, Plei Lung Pang, Plei Yit Grun, Plei Ngol Drong. - Tổng Plei Donao, gồm các xã: Plei Donno, Plei Gong Kreh, Plei Sung Kueng, Plei Lom Pang, Plei Monu Glan, Plei Kueng la Grai. - Tổng Plei Del, gồm các xã: Plei Ia Gong, Plei Grong Dang, Plei Doc, Plei Del, Plei De la Lung, Plei Rac Lang. - Các xã (không có tổng): Hoàng Ân, Phước Thiện, Thanh Bình, Thắng Đức (dinh điền lập thành xã). |
| 3                                 | Cheo Reo (quận lỵ Bon Rung Ma Doan)   | - Tổng Ia Robol, gồm các xã: Bon Rung Ma Doan, Bon Yu Ma Huet, Bon khan, Bon Ai Nu, Hảo Đức. - Tổng Ia Hiao, gồm các xã: Bon Tong Se, Bon Broai, Bon Oi Hli, Bon Chroh Ponam. - Tổng Ia Piao, gồm các xã: Plei Wong Bong, Plei Rngol Marin. - Tổng Ia Sol, gồm các xã: Bon So Oi Hie, Plei Ksing, Plei Glung. - Tổng Chut Sé, gồm các xã: Plei Atang, Plei Kueng. - Tổng Trung, gồm các xã: Bon Hung, Bon Hiao, Bon Kri, Bon Hiong Cham. |
| Cộng: 3 quận, 25 tổng, 112 xã.    |                                       | |

Ngày 24 tháng 5 năm 1961, Tổng thống Việt Nam Cộng hòa ban hành Nghị định số 481-NV. Theo đó, trụ sở quận Lệ Trung, đặt tại xã Pleiku nay được dời đến xã Lệ Cần.
Ngày 4 tháng 9 năm 1961, Tổng thống Việt Nam Cộng hòa ban hành Nghị định số 890-NV. Theo đó, thiết lập trong địa hạt tỉnh Pleiku các cơ sở hành chính sau đây:
- Cơ sở hành chánh Plei Donao, đặt tại Plei Donao và trực thuộc quận Lệ Thanh, phạm vi gồm các tổng Plei Donao, Plei Tai và hai xã Thanh Bình, hoàng Ân.
- Cơ sở hành chánh Mỹ Thạch, đặt tại Mỹ Thạch và trực thuộc quận Lệ Trung, phạm vi gồm các tổng Plei Yon Prong, Plei Potau, Plei Kly, Plei Dolim và hai xã kinh Phú Mỹ, Mỹ Thạch.
- Cơ sở hành chánh Plei Grut, đặt tại Plei Grut và trực thuộc quận Lệ Trung, phạm vi gồm địa phận tổng Plei Tell.
- Cơ sở hành chánh Degroi, đặt tại Degroi và trực thuộc quận Lệ Trung, phạm vi gồm các tổng Mang Yang, Degroi, Dak Bọt và hai xã kinh Châu Khê, Phú Yên.
- Cơ sở hành chánh Bon Huing, đặt tại Bon Huing và trực thuộc quận Cheo Reo phạm vi gồm địa phận tổng Trung.

Ngày 1 tháng 9 năm 1962, Tổng thống Việt Nam Cộng hòa ban hành Sắc lệnh số 186-NV. Theo đó, chuyển quận Cheo Reo và xã Plei Kueng Thu tổng Pleiku quận Lệ Thanh của tỉnh Pleiku về tỉnh Phú Bổn.
Ngày 10 tháng 10 năm 1962, Tổng thống Việt Nam Cộng hòa ban hành Sắc lệnh số 193-NV. Theo đó, thành lập tại tỉnh Pleiku một quận mới lấy tên là quận Phú Nhơn, quận lỵ gọi là Đôn Hòa. Quận Phú Nhơn gồm 4 tổng, 10 xã:
- Tổng Plei Tai, gồm các xã: Plei Do Doach, Pleime, Plei Tai Per.
- Tổng Plei Kly, gồm các xã: Plei Croh Bo, Plei Potao, Plei Kly.
- Tổng Plei Potau, gồm các xã: Plei Tot Bioc, Plei Potau Nang (trừ một phần ở phía Đông được sáp nhập vào xã Plei Kueng Thu tỉnh Phú Bổn, nhưng thêm về phía Nam một phần đất của xã Plei Kueng Thu).
- Tổng Cư Dré (trước thuộc tỉnh Darlac), gồm các xã: Buôn Ken Hmek, Buôn Cham.

Ngày 27 tháng 7 năm 1963, Tổng thống Việt Nam Cộng hòa ban hành Nghị định số 612-NV. Theo đó, lập thành xã các địa điểm dinh điền thành lập tại tỉnh Pleiku có tên dưới đây: địa điểm dinh điền Ninh Đức thành xã Ninh Đức, thuộc quận Lệ Trung tỉnh Pleiku; địa điểm dinh điền Lễ Phong thành xã Lễ Phong, thuộc quận Lệ Thanh tỉnh Pleiku; địa điểm dinh điền Sùng Lễ thành xã Sùng Lễ, thuộc quận Lệ Thanh tỉnh Pleiku; địa điểm dinh điền Lệ Kim thành xã Lệ Kim, thuộc quận Lệ Thanh tỉnh Pleiku; địa điểm dinh điền Thanh Giáo thành xã Thanh Giáo, thuộc quận Lệ Thanh tỉnh Pleiku; địa điểm dinh điền Đức Khánh thành xã Đức Khánh, thuộc quận Lệ Thanh tỉnh Pleiku; địa điểm dinh điền Đức Hưng thành xã Đức Hưng, thuộc quận Lệ Thanh tỉnh Pleiku; địa điểm dinh điền Thạnh Đức thành xã Thạnh Đức, thuộc quận Lệ Thanh tỉnh Pleiku.
Ngày 5 tháng 6 năm 1964, Tổng trưởng Nội vụ Việt Nam Cộng hòa ban hành Nghị định số 669-BNV/NC. Theo đó, sáp nhập vào tổng Plei Kly thuộc quận Phú Nhơn tỉnh Pleiku, xã Mỹ Thạch nguyên thuộc quận Lệ Trung cùng tỉnh.
Ngày 21 tháng 12 năm 1964, Tổng trưởng Nội vụ Việt Nam Cộng hòa ban hành Nghị định số 1656-BNV/NC. Theo đó, dời trụ sở cơ sở phái viên hành chánh Plei Donao từ Plei Donao đến Lệ Ngọc.
Ngày 14 tháng 8 năm 1965, Chủ tịch Ủy ban Hành pháp Trung ương Việt Nam Cộng hòa ban hành Nghị định số 1321-NV. Theo đó, dời quận lỵ Lệ Thanh, tỉnh Pleiku từ xã Đức Hưng đến xã Thanh Bình.
Ngày 22 tháng 2 năm 1966, Chủ tịch Ủy ban Hành pháp Trung ương Việt Nam Cộng hòa ban hành Nghị định số 273-NĐ/NV. Theo đó, đổi tên quận Lệ Thanh tỉnh Pleiku thành quận Thanh An. Xã Bầu Cạn trước thuộc quận Lệ Trung tỉnh Pleiku nay sáp nhập vào quận Thanh An.

#### TỉnhBình Định
Ngày 22 tháng 5 năm 1958, Bộ trưởng Nội vụ Việt Nam Cộng hòa ban hành Nghị định số 231-BNV/HC/NĐ. Theo đó, cải biến thành quận hành chính ba nha đại diện hành chính An Lão, Vân Canh và Vĩnh Thạnh thuộc tỉnh Bình Định. Tỉnh Bình Định (tỉnh lỵ Quy Nhơn), gồm các đơn vị hành chánh kể sau đây:
| Đơn vị hành chánh của tỉnh Bình Định |                                 | |
| Số thứ tự                            | Quận                            | Xã |
| 1                                    | Tuy Phước (quận lỵ Phước Nghĩa) | Các xã: Phước An, Phước Châu, Phước Hải, Phước Hậu, Phước Hiệp, Phước Hòa, Phước Hưng, Phước Long, Phước Lộc, Phước Nghĩa, Phước Quang, Phước Tân, Phước Thành, Phước Thắng, Phước Thuận, Phước Sơn.                                             |
| 2                                    | An Nhơn (quận lỵ Nhơn Hưng)     | Các xã: Nhơn Hậu, Nhơn Phong, Nhơn Lộc, Nhơn Hưng, Nhơn Thành, Nhơn Hạnh, Nhơn Thọ, Nhơn An, Nhơn Hòa, Nhơn Phúc, Nhơn Mỹ, Nhơn Khánh, Đập Đá.                                                                                                   |
| 3                                    | Bình Khê (quận lỵ Bình Phú)     | Các xã: Bình An, Bình Hòa, Bình Thành, Bình Tân, Bình Nghi, Bình Thuận, Bình Phú, Bình Tường, Bình Giang. |
| 4                                    | Phù Cát (quận lỵ Cát Trinh)     | Các xã: Cát Hành, Cát Tài, Cát Minh, Cát Khánh, Cát Trinh, Cát Hiệp, Cát Tường, Cát Nhơn, Cát Thắng, Cát Chánh, Cát Sơn. |
| 5                                    | Phù Mỹ (quận lỵ Mỹ Quang)       | Các xã: Mỹ Quang, Mỹ Lộc, Mỹ Lợi, Mỹ Hiệp, Mỹ Chánh, Mỹ Hòa, Mỹ Thắng, Mỹ An, Mỹ Thành, Mỹ Trinh, Mỹ Thọ, Mỹ Cát, Mỹ Tài, Mỹ Phong, Mỹ Đức. |
| 6                                    | Hoài Nhơn (quận lỵ Bồng Sơn)    | Các xã: Hoài Châu, Hoài Hảo, Hoài Thanh, Hoài Tân, Hòa Mỹ, Tam Quan, Hoài Hương, Bồng Sơn, Hoài Đức, Hoài Xuân, Hoài Sơn. |
| 7                                    | Hoài Ân (quận lỵ Ân Đức)        | Các xã: Ân Thạnh, Ân Nghĩa, Ân Hữu, Ân Tường, Ân Phong, Ân Tin, Ân Hảo, Ân Đức. |
| 8                                    | An Lão (quận lỵ An Hòa)         | Các xã: An Hòa, An Ngãi, An Hữu, An Điền, An Nhơn, An Tường, An Quý, An Phú, An Bình, An Bửu, An Đông, An Dân, An Thành, An Lạc, An Ninh, An Mỹ, An Cư, Ân Hậu, An Danh, An Toàn, An Sơn, An Định, An Nhân, An Tân, An Hoan, An Nghĩa, An Thạch. |
| 9                                    | Vân Canh (quận lỵ Canh Thịnh)   | Các xã: Canh Thịnh, Canh Sơn, Canh Lãnh, Canh Thành, Canh Giao, Canh Hà, Canh Hưng, Canh Thông, Canh Phong, Canh Lô. |
| 10                                   | Vĩnh Thạnh (quận lỵ Vĩnh Quang) | Các xã: Vĩnh Quang, Vĩnh Hảo, Vĩnh Hiệp, Vĩnh An, Vĩnh Hòa, Vinh Kim, Vĩnh Lâm, Vĩnh Hưng, Vĩnh Tường, Vĩnh Nghĩa, Vĩnh Châu, Vĩnh Bình |
| Tổng cộng: 10 quận, 132 xã.          |                                 | |

Ngày 23 tháng 9 năm 1958, Bộ trưởng Nội vụ Việt Nam Cộng hòa ban hành Nghị định số 527-BNV/HC/P7/NĐ. Theo đó, thành lập trong địa phận quận Tuy Phước, tỉnh Bình Định, một xã mới lấy tên là xã Phước Thạnh. Địa phận xã Phước Thạnh trích trong diện tích xã Phước Long thuộc quận Tuy Phước gồm có 2 thôn Phú Tài và Thế Thạnh.
Ngày 9 tháng 12 năm 1958, Tổng thống Việt Nam Cộng hòa ban hành Nghị định số 688-BNV/NC/7. Theo đó, sáp nhập các xã An Ngãi, An Hữu, An Điền, An Nhơn, An Danh, An Định, An Nhàn, An Hoan, thuộc quận An Lão tỉnh Bình Định, vào địa phận quận Vĩnh Thạnh. Các xã kể trên được đổi tên là Vĩnh Ngãi, Vĩnh Hữu, Vĩnh Điền, Vĩnh Nhơn, Vĩnh Danh, Vĩnh Định, Vĩnh Nhàn, Vĩnh Hoan.
Ngày 13 tháng 3 năm 1959, Tổng thống Việt Nam Cộng hòa ban hành Sắc lệnh số 63-NV. Theo đó, thành lập một quận gọi là quận An Túc và đặt thuộc tỉnh Bình Định. Quận này gồm các xã K. Gol, Kon Pong, Kon Vong (nguyên thuộc tỉnh Kon Tum) và toàn quận Tân An nguyên thuộc tỉnh Pleiku (lúc trước thuộc tỉnh Bình Định). Quận lỵ An Túc đặt tại An Khê.
Ngày 13 tháng 7 năm 1959, Tổng thống Việt Nam Cộng hòa ban hành Nghị định số 884-BNV/NC. Theo đó, sáp nhập xã Ân Hảo thuộc quận Hoài Ân, tỉnh Bình Định vào quận An Lão cùng tỉnh. Xã Ân Hảo nay được đổi tên lại là xã An Hảo.
Ngày 25 tháng 11 năm 1960, Tổng thống Việt Nam Cộng hòa ban hành Nghị định số 1166-NV. Theo đó, lập một cơ sở hành chính gọi là cơ sở hành chánh Văn Công, đặt tại Kannak và trực thuộc quận An Túc, tỉnh Bình Định. Phạm vi hoạt động của cơ sở hành chánh Văn Công gồm các xã kể sau đây: Kannak, Bà Nâm, Hà Nừng, Kon Pong, Tà Móc, Kon Salam, Kon Gol, Kon Vong.
Ngày 22 tháng 12 năm 1960, Tổng thống Việt Nam Cộng hòa ban hành Nghị định số 1811-BNV/NC8/NĐ. Theo đó, xã Phước Hòa thuộc quận Tuy Phước tỉnh Bình Định, nay được chia ra làm hai xã: xã Phước Hòa và xã Phước Lý.
Ngày 18 tháng 4 năm 1961, Tổng thống Việt Nam Cộng hòa ban hành Nghị định số 261-BNV/NC8/NĐ. Theo đó, thị xã Qui Nhơn cũ, nay được cải biến thành xã Qui Nhơn, đặt thuộc quận Tuy Phước, tỉnh Bình Định. Địa phận xã Qui Nhơn gồm có thị xã Qui Nhơn cũ, thêm thôn Xuân Vân của xã Phước Tân cùng quận.
Ngày 12 tháng 10 năm 1961, Tổng thống Việt Nam Cộng hòa ban hành Nghị định số 594-BNV/NC/8/NĐ. Theo đó, địa phận xã Qui Nhơn, gồm có thị xã Qui Nhơn cũ thêm thôn Xuân Vân của xã Phước Tán, thôn Xuân Quang của xã Phước Hậu, trọn phần đất núi Bà Hỏa và một phần đất Hương Thạnh của xã Phước Hậu, quận Tuy Phước.
Ngày 1 tháng 9 năm 1962, Tổng thống Việt Nam Cộng hòa ban hành Sắc lệnh số 186-NV. Theo đó, chuyển tổng Tolo Tonia (trước thuộc tỉnh Bình Định), gồm các xã: Brang Lao (thêm một phần đất của xã Ba Ba), Tania, Djama về quận Phú Thiện tỉnh Phú Bổn mới lập.
Ngày 18 tháng 4 năm 1962, Tổng thống Việt Nam Cộng hòa ban hành Nghị định số 450-NV. Theo đó, sáp nhập vào quận Hoài Ân, tỉnh Bình Định, các xã sau đây thuộc quận Vĩnh Thạnh cùng tỉnh: Vĩnh Nhàn, Vĩnh Hoan, Vĩnh Định, Vĩnh Hữu, Vĩnh Nhơn, Vĩnh Điền, Vĩnh Ngãi, Vĩnh Danh.
Ngày 7 tháng 2 năm 1963, Tổng thống Việt Nam Cộng hòa ban hành Nghị định số 126-NV. Theo đó, tách một phần đất của xã Tam Quan thuộc quận Hoài Nhơn, tỉnh Bình Định, lập một xã mới lấy tên là xã Đức Hựu.
Ngày 11 tháng 3 năm 1963, Tổng thống Việt Nam Cộng hòa ban hành Nghị định số 216-NV. Theo đó, giải tán cơ sở hành chánh Văn Công thuộc quận An Túc, tỉnh Bình Định.
Ngày 19 tháng 7 năm 1963, Tổng thống Việt Nam Cộng hòa ban hành Nghị định số 588-NV. Theo đó, sáp nhập vào quận Vĩnh Thạnh tỉnh Bình Định 2 thôn Tiên Thuận và Thượng Sơn của xã Bình Giang thuộc quận Bình Khê, cùng tỉnh. Một xã mới lấy tên là xã Phùng Thiện được thành lập tại quận Vĩnh Thạnh và gồm có: hai thôn: Tiên Thuận và Thượng Sơn kể trên (trước thuộc quận Bình Khê); một phần của xã Vĩnh An, phía trên quốc lộ 19 (thuộc quận Vĩnh Thạnh); hai thôn Định Quang và Định Bình của xã Vĩnh Quang (thuộc quận Vĩnh Thạnh). Phần đất còn lại của xã Vĩnh An, thuộc quận Vĩnh Thạnh, nằm phía dưới quốc lộ 19, được sáp nhập vào xã Bình Giang, quận Bình Khê. Xã Vĩnh Bình thuộc quận Vĩnh Thạnh sáp nhập vào xã Bình Tường, quận Bình Khê.
Ngày 23 tháng 6 năm 1964, Tổng trưởng Nội vụ Việt Nam Cộng hòa ban hành Nghị định số 759-BNV/NC/1. Theo đó, thành lập tại tổng Tân Phong quận An Túc tỉnh Bình Định một xã mới, lấy tên là xã Tư Lương.
Ngày 6 tháng 4 năm 1965, Thủ tướng Chính phủ Việt Nam Cộng hòa ban hành Nghị định số 550-NV. Theo đó, cải biến các quận Vĩnh Thạnh, Vân Canh, An Lão thuộc tỉnh Bình Định thành cơ sở phái viên hành chính, đặt trực thuộc các quận sau đây: cơ sở phái viên hành chánh Vĩnh Thạnh, thuộc quận Bình Khê; cơ sở phái viên hành chánh Vân Canh, thuộc quận Tuy Phước; cơ sở phái viên hành chánh An Lão, thuộc quận Hoài Nhơn. Quản hạt các cơ sở phái viên hành chánh nói trên gồm toàn bộ các quận nguyên thủy. Riêng cơ sở phái viên hành chánh An Lão sẽ gồm thêm 3 ấp Mỹ Đức, Long Quang, Long Mỹ nguyên thuộc xã Ân Tín, quận Hoài Ân được sáp nhập vào xã An Hảo, thuộc cơ sở phái viên hành chánh này. Trụ sở các phái viên hành chánh Vĩnh Thạnh và Vân Canh đặt tại các quận lỵ cũ (Vĩnh Quang, Canh Thịnh). Trụ sở phái viên hành chánh An Lão đặt tại Mỹ Đức.
Ngày 25 tháng 5 năm 1965, Tổng trưởng Nội vụ Việt Nam Cộng hòa ban hành Nghị định số 692-BNV/HC/6. Theo đó, nay sáp nhập vào quận An Nhơn, tỉnh Bình Định xã Phước Hưng nguyên thuộc quận Tuy Phước cùng tỉnh.
Ngày 2 tháng 9 năm 1965, Chủ tịch Ủy ban Hành pháp Trung ương Việt Nam Cộng hòa ban hành Nghị định số 1484-NV. Theo đó, bãi bỏ cơ sở phái viên hành chánh Vân Canh thuộc tỉnh Bình Định. Các xã nguyên thuộc cơ sở phái viên hành chánh Vân Canh nay được đặt trực thuộc quận Tuy Phước cùng tỉnh.
Ngày 29 tháng 9 năm 1965, Chủ tịch Ủy ban Hành pháp Trung ương Việt Nam Cộng hòa ban hành Nghị định số 1671-NV. Theo đó, bãi bỏ hai cơ sở phái viên hành chánh An Lão và Vĩnh Thạnh thuộc tỉnh Bình Định. Các xã nguyên thuộc hai cơ sở phái viên hành chánh nói trên nay được đặt trực thuộc quận Hoài Nhơn (xã của cơ sở An Lão) và quận Bình Khê (xã của cơ sở Vĩnh Thạnh).
Ngày 26 tháng 5 năm 1966, Chủ tịch Ủy ban Hành pháp Trung ương Việt Nam Cộng hòa ban hành Nghị định số 906-NĐ/NV. Theo đó, thiết lập một cơ sở phái viên hành chính tại vùng Tam Quan, trực thuộc quận Hoài Nhơn, tỉnh Bình Định. Phạm vi hoạt động của cơ sở phái viên hành chính Tam Quan gồm các xã kể sau: Tam Quan, Đức Hựu, Hoài Thanh, Hoài Hảo, Hoài Châu, Hoài Sơn.
Ngày 19 tháng 6 năm 1967, Chủ tịch Ủy ban Hành pháp Trung ương Việt Nam Cộng hòa ban hành Nghị định số 1456-NĐ/ĐUHC. Theo đó, tái lập hai cơ sở phái viên hành chính Vân Canh và Vĩnh Thạnh trong tỉnh Bình Định. Cơ sở phái viên hành chính Vân Canh đặt thuộc quận Tuy Phước và cơ sở phái viên hành chính Vĩnh Thạnh đặt thuộc quận Bình Khê. Quản hạt hai cơ sở phái viên hành chính nói trên gồm các xã kể sau:
- Cơ sở phái viên hành chính Vân Canh, 10 xã: Canh Thịnh, Canh Thành, Canh Lãnh, Canh Hà, Canh Giao, Canh Hưng, Canh Lô, Canh Phong, Canh Thông, Canh Sơn.
- Cơ sở phái viên hành chính Vĩnh Thạnh, 11 xã: Vĩnh Quang, Vĩnh Hảo, Vĩnh Hiệp, Vĩnh Hòa, Vĩnh Kim, Vĩnh Lâm, Vĩnh Hưng, Vĩnh Tường, Vĩnh Nghĩa, Vĩnh Châu, Phùng Thiện.

Ngày 18 tháng 9 năm 1968, Thủ tướng Chính phủ Việt Nam Cộng hòa ban hành Nghị định số 999-NĐ/NV. Theo đó, cải biến cơ sở phái viên hành chính Tam Quan thuộc quận Hoài Nhơn, tỉnh Bình Định thành quận Tam Quan, quận lỵ đặt tại xã Tam Quan. Quận Tam Quan gồm có 6 xã (nguyên thuộc quận Hoài Nhơn): Tam Quan, Đức Hựu, Hoài Thanh, Hoài Hảo, Hoài Châu, Hoài Sơn.
Ngày 12 tháng 6 năm 1970, Thủ tướng Chính phủ Việt Nam Cộng hòa ban hành Nghị định số 604-NĐ/NV. Theo đó, bãi bỏ cơ sở hành chánh Vĩnh Thạnh thuộc quận Bình Khê tỉnh Bình Định. Các xã Vĩnh Quang, Vĩnh Hảo, Vĩnh Hiệp, Vĩnh Hòa, Vĩnh Kim, Vĩnh Lâm, Vĩnh Hưng, Vĩnh Tường, Vĩnh Nghĩa, Vĩnh Châu và Phùng Thiện nguyên thuộc cơ sở hành chính Vĩnh Thạnh, nay đặt trực thuộc quận Bình Khê, tỉnh Bình Định.
Ngày 30 tháng 9 năm 1970, Thủ tướng Chính phủ Việt Nam Cộng hòa ban hành Sắc lệnh số 113-SL/NV. Theo đó, cải biến xã Qui Nhơn, thuộc quận Tuy Phước, tỉnh Bình Định thành và các phần đất phụ cận thành thị xã. Thị xã này được lấy tên là thị xã Qui Nhơn, địa phận, gồm có các xã: Qui Nhơn, Phước Hậu, Phước Tấn, Phước Hải.

#### TỉnhPhú Bổn
Ngày 1 tháng 9 năm 1962, Tổng thống Việt Nam Cộng hòa ban hành Sắc lệnh số 186-NV. Theo đó, thành lập tại Cao nguyên Trung phần một tỉnh mới lấy tên là tỉnh Phú Bổn, tỉnh lỵ đặt tại Cheo Reo nay gọi là Hậu Bổn. Địa giới của tỉnh Phú Bổn gồm có:
1. Quận Phú Thiện (quận lỵ đặt tại Plei Mnang) gồm 5 tổng, 16 xã:
- Tổng Chutse (trước thuộc tỉnh Pleiku), gồm các xã: Plei Kueng (thêm một phần đất của hai xã De Doch và Plei Pa Beng), Plei Kueng Thu (trừ một phần đất ở phía Tây, thêm một phần đất của xã Plei Potau Nang thuộc tỉnh Pleiku và một phần đất của xã Buôn Ken Hmek thuộc tỉnh Darlac), Plei Atang.[15]
- Tổng Ia Sol (trước thuộc tỉnh Pleiku), gồm các xã: Plei Ksing, Plei Glung, Bon So Ơi Hié (thêm một phần đất của xã Bon Hiong Cham).[15]
- Tổng Ia Hiao (trước thuộc tỉnh Pleiku), gồm các xã: Bon Chroh, Bon Oi Hli, Bon Tong Se, Bon Broai (thêm một phần đất của xã Bon Ai Nu), Hảo Đức (thêm một phần đất của hai xã Bon Rưng Ma Doan và B. Yư Ma Huet).[15]
- Tổng Ia Piao (trước thuộc tỉnh Pleiku), gồm các xã: Plei Wong Bong, Plei Rngol Marin (thêm một phần đất của xã Sơn Thịnh và tổng Ia Piao thuộc tỉnh Phú Yên).[15]
- Tổng Tolo Tonia (trước thuộc tỉnh Bình Định), gồm các xã: Brang Lao (thêm một phần đất của xã Ba Ba), Tania, Djama.[15]

2. Quận Phú Túc (quận lỵ đặt tại B. Bamla), gồm 2 tổng, 13 xã
- Tổng Phú Mỹ (trước thuộc tỉnh Phú Yên), gồm các xã: Bon Ai Nu (trừ một phần đất phía Tây Nam, thêm một phần đất của xã B. Yư Ma Huet), Đức Thịnh, Đức Trị (trừ một phần đất ở phía Tây, thêm một phần đất của hai xã B. Yư Ma Huet và Bon Khan), Đức Mỹ, Đức Lộc (trừ một phần đất ở phía Nam, thêm một phần đất của xã Hô Klat thuộc tỉnh Darlac), Đức Hưng, Đức An (trừ một phần đất ở phía Đông Nam, thêm một phần đất của xã Đức Hòa).[15]
- Tổng Đức Bình (trước thuộc tỉnh Phú Yên), gồm các xã: Sơn Thịnh (trừ một phần đất phía Tây Bắc, thêm một phần đất của tổng Ia Piao), Sơn Hiếu (trừ một phần đất ở phía Bắc, thêm một phần đất của tổng Ia Piao), Sơn Quang (trừ một phần đất ở phía Đông, thêm một phần đất của xã Sơn Hội), Sơn Phú, Sơn Hiệp, Sơn Lộc (thêm một phần đất của xã Sơn Bình thuộc tỉnh Phú Yên).[15]

3. Quận Thuần Mẫn (quận lỵ đặt tại B. Drang) gồm 2 tổng, 7 xã:
- Tổng Trung (trước thuộc tỉnh Pleiku), gồm các xã: Bon Hiong Cham (trừ một phần đất ở phía Bắc), Bon Kri, Bon Huing (thêm một đất của hai xã Buôn Cham và Buôn Blec thuộc tỉnh Darlac), Bon Hiao (trừ một phần đất ở phía Nam, thêm một phần đất của ba xã Buôn Blec, Buôn Suk Drah và Hô Klat thuộc tỉnh Darlac).[15]
- Tổng Ia Robol (trước thuộc tỉnh Pleiku), gồm các xã: Bon Rưng Madoan (trừ một phần đất ở phía Bắc), Bon Yư Ma Huet (trừ một phần đất ở phía Bắc, thêm một phần đất của xã Bon Ai Nu), Bon Khan (trừ một phần đất ở phía Đông, thêm một phần đất của xã Đức Trị).[15]

Ngày 23 tháng 5 năm 1964, Thủ tướng Chính phủ Việt Nam Cộng hòa ban hành Nghị định số 1012-NV. Theo đó, dời quận lỵ Phú Thiện (tỉnh Phú Bổn) từ Plei Mnang đến Plei Kanong. Thiết lập tại Plei Ngol Malih cũng thuộc quận Phú Thiện, tỉnh Phú Bổn, một cơ sở phái viên hành chánh lấy tên là cơ sở phái viên hành chánh Plei Ngol Malih. Phạm vi hoạt động của cơ sở phái viên hành chánh này, gồm 2 xã: Plei Ngol Marin, Plei Wong Bong (thuộc tổng Ia Piao).
Ngày 13 tháng 12 năm 1966, Chủ tịch Ủy ban Hành pháp Trung ương Việt Nam Cộng hòa ban hành Nghị định số 2323-NĐ/ĐUHC. Theo đó, bãi bỏ cơ sở phái viên hành chánh Plei Ngol Malih thuộc quận Phú Thiện, tỉnh Phú Bổn. Các xã nguyên thuộc cơ sở phái viên hành chánh Plei Ngol Malih đặt trực thuộc tổng Ia Piao, quận Phú Thiện cùng tỉnh.
Ngày 28 tháng 9 năm 1974, Tổng trưởng Nội vụ Việt Nam Cộng hòa ban hành Nghị định số 479-BNV/HC. Theo đó, thành lập một xã mới lấy tên là xã Ia Piao thuộc quận Phú Thiện, tỉnh Phú Bổn. Xã Ia Piao được chia ra làm 8 ấp sau đây: Plei Pơ Ô, Toumơrong, Kon Hring, Dak Mot, Dak To, Dak Brong, Dak Jak, Dak Suk.

#### Thị xãQui Nhơn
Ngày 30 tháng 9 năm 1970, Thủ tướng Chính phủ Việt Nam Cộng hòa ban hành Sắc lệnh số 113-SL/NV. Theo đó, cải biến xã Qui Nhơn, thuộc quận Tuy Phước, tỉnh Bình Định thành và các phần đất phụ cận thành thị xã. Thị xã này được lấy tên là thị xã Qui Nhơn, địa phận, gồm có các xã: Qui Nhơn, Phước Hậu, Phước Tấn, Phước Hải. Thị xã Qui Nhơn được chia thành 2 quận, địa phận mỗi quận được ấn định như sau:
- Quận Nhơn Bình gồm ấp Hải Cảng, Đào Duy Từ, Nguyễn Du, Lê Lợi, Cường Để, Nguyễn Huệ, Hàm Nghi, Xuân Quang và Ghềnh Ráng thuộc xã Qui Nhơn; xã Phước Tấn; ấp Hải Đông, Hải Nam, Hải Ninh và Hải Giang thuộc xã Phước Hải.
- Quận Nhơn Định gồm ấp Phan Bội Châu, Nguyễn Công Trứ, Lý Thường Kiệt, Bạch Đằng, Huyền Trân và Tháp Đôi thuộc xã Qui Nhơn; ấp Phú Hòa, Phú Vinh, An Thạnh, Vân Hà, Nhơn Mỹ, Tường Vân, Phụ An, Bình Thạnh, Lương Nông, Hưng Thạnh, Đông Định, Tây Định, Lạc Trường và Thuận Nghi thuộc xã Phước Hậu.

Ngày 11 tháng 6 năm 1971, Tổng trưởng Nội vụ Việt Nam Cộng hòa ban hành Nghị định số 494-BNV/HCĐP/26/ĐT/NĐ. Theo đó, địa phận thị xã Qui Nhơn được chia thành 16 khu phố sau đây:
1. Quận Nhơn Bình: 10 khu phố.
- Khu phố Trung Cảng (ấp Hải Cảng thuộc xã Qui Nhơn cũ).
- Khu phố Trung Từ (ấp Đào Duy Từ thuộc xã Qui Nhơn cũ).
- Khu phố Trung Phú (ấp Nguyễn Du thuộc xã Qui Nhơn cũ).
- Khu phố Trung Đức (ấp Lê Lợi thuộc xã Qui Nhơn cũ).
- Khu phố Trung Cường (gồm các ấp Cường Để và Nguyễn Huệ thuộc xã Qui Nhơn cũ).
- Khu phố Trung Hiếu (ấp Hàm Nghi thuộc xã Qui Nhơn cũ).
- Khu phố Trung Tín (ấp Ghềnh Ráng thuộc xã Qui Nhơn cũ).
- Khu phố Trung Châu (ấp Xuân Quang thuộc xã Qui Nhơn cũ).
- Khu phố Trung Hòa (ấp Qui Hòa của xã Phước Tấn cũ).
- Khu phố Trung Hải (gồm các ấp Hải Đông, Hải Nam, Hải Ninh và Hải Giang thuộc xã Phước Hải cũ).[47]

2. Quận Nhơn Định: 6 khu phố.
- Khu phố Trung Chánh (gồm các ấp Phan Bội Châu và Bạch Đằng thuộc xã Qui Nhơn cũ).
- Khu phố Trung Kiệt (gồm các ấp Lý Thường Kiệt và Nguyễn Công Trứ thuộc xã Qui Nhơn cũ).
- Khu phố Trung An (ấp Huyền Trân thuộc xã Qui Nhơn cũ).
- Khu phố Trung Thiện (ấp Tháp Đôi thuộc xã Qui Nhơn cũ).
- Khu phố Trung Hậu (gồm các ấp Hưng Thạnh, Bình Thạnh, Lương Nông, An Thạnh, Phú Vinh và Phú Hòa thuộc xã Phước Hậu cũ).
- Khu phố Trung Nghĩa (gồm các ấp Phú An, Nhơn Mỹ, Tường Vân, Vân Hà, Lạc Trường, Thuận Nghi, Đông Định và Tây Định thuộc xã Phước Hậu cũ).[47]

Ngày 22 tháng 8 năm 1972, Tổng trưởng Nội vụ Việt Nam Cộng hòa ban hành Nghị định số 553-BNV/HCĐP/NĐ. Theo đó, cải danh khu phố tại các thị xã thành phường.

## Giai đoạn 1975 - 2025
Sau ngày 30 tháng 4 năm 1975, ba tỉnh Kon Tum, Pleiku và Phú Bổn hợp nhất thành tỉnh Gia Lai - Kon Tum, tổ chức hành chính trên địa bàn gồm thị xã Pleiku và 5 huyện: An Khê, Ayun Pa, Chư Păh, Chư Prông, Mang Yang.
Năm 1979, chia tách một số xã, thị trấn thuộc các huyện Chư Prông, An Khê, Ayun Pa. Cùng năm, chia huyện Ayun Pa thành hai huyện lấy tên là huyện Ayun Pa và huyện Krông Pa.
- Sắp xếp một số đơn vị hành chính cấp xã thuộc huyện Chư Prông:
  - Thành lập xã Ia Lâu trên cơ sở một phần xã Ia Mơ
  - Thành lập xã Ia Blang trên cơ sở một phần xã Ia Hlốp.
  - Sáp nhập một phần xã Ia Hlốp vào xã Ia Hru.
  - Thành lập xã Ia Me trên cơ sở một phần xã Ia Pia.
  - Sáp nhập một phần xã Ia Pia vào xã Ia Ko
  - Thành lập xã Ia Băng trên cơ sở một phần xã Ia Glai.

- Sắp xếp một số đơn vị hành chính thuộc huyện An Khê:
  - Thành lập xã An Trung trên cơ sở một phần xã Yang Trung
  - Thành lập xã Phú An và thị trấn An Khê trên cơ sở toàn bộ xã Phú An Cư.

- Thành lập 3 xã Sa Bình, Sa Sơn và Sa Nghĩa, huyện Sa Thầy.
- Thành lập thị trấn Ayun Pa, huyện Ayun Pa.
- Thành lập huyện Krông Pa trên cơ sở một phần huyện Ayun Pa. Huyện Ayun Pa gồm có các xã Pờ Tó, Chư A Thai, Ia Tul A, Mron, Ia Rtô, Ia Rbol, Ia Piar, Ia Hyao và thị trấn Ayun Pa. Huyện Krong Pa gồm có các xã Ia Rsai, Chư Đrăng, Ia Rmôk, Đất Bằng, Ia Dréh và Krông Năng.

Năm 1981, chia tách một số xã, thị trấn thuộc thị xã Pleiku và các huyện Chư Prông, An Khê, Mang Yang, Krông Pa; điều chỉnh địa giới thị xã Pleiku và các huyện Mang Yang, Chư Păh. Cùng năm, thành lập huyện Chư Sê từ một phần các huyện Mang Yang và Chư Prông.
- Sắp xếp một số đơn vị hành chính thuộc thị xã Kon Tum:
  - Thành lập xã Chư Hreng trên cơ sở một phần xã Đoàn Kết.
  - Thành lập xã Ngọk Réo trên cơ sở một phần xã Đắk Kấm

- Sắp xếp một số đơn vị hành chính thuộc huyện Sa Thầy:
  - Thành lập xã Sa Lon trên cơ sở một phần xã Rờ Kơi.
  - Thành lập xã Ya Xiêr trên cơ sở một phần xã Ya Ly.
  - Thành lập xã Sa Nhơn.

- Thành lập xã Trà Đa và xã Diên Phú, thị xã Pleiku.
- Thành lập thị trấn Chư Prông, huyện Chư Prông.
- Thành lập xã Đắk Tờ Re, huyện Kon Plông trên cơ sở một phần xã Đắk Ruồng.
- Thành lập xã Sơ Krey, huyện An Khê trên cơ sở một phần xã An Trung.
- Thành lập xã Kon Thụp, huyện Mang Yang trên cơ sở một phần xã Lơ Pang.
- Sắp xếp một số đơn vị hành chính thuộc huyện Krông Pa:
  - Thành lập xã Phú Cần trên cơ sở một phần xã Ia Rmọk.
  - Thành lập xã Ia Mlah trên cơ sở một phần xã Đất Bằng.
  - Thành lập xã Chư Gu trên cơ sở một phần xã Chư Drăng.
  - Thành lập xã Ia Siơm trên cơ sở một phần xã Ia Rsai.

- Sáp nhập xã Tân Bình, thị xã Pleiku vào huyện Mang Yang
- Sáp nhập xã Hòa Phú, thị xã Pleiku vào huyện Chư Pah
- Sáp nhập toàn bộ 2 xã Chư Á và Chư Jôr, huyện Mang Yang vào thị xã Pleiku.
- Thành lập huyện Chư Sê trên cơ sở một phần huyện Mang Yang và huyện Chư Prông. Huyện Chư Sê gồm các xã: IA Têm, Bờ Ngong, AI Bă, Hơ Bông, Dun, IA Glai, IA Hlốp, IA Blang, IA Hrũ, IA KO, IA Le và Nhơn Hoà

Năm 1983, chia tách một số xã thuộc các huyện Ayun Pa, An Khê, Mang Yang.
- Sắp xếp một số đơn vị hành chính thuộc huyện Ayun Pa:
  - Thành lập xã Ia Sol trên cơ sở một phần xã Chư A Thai
  - Thành lập xã Chư Mô trên cơ sở một phần xã Ia Tul
  - Thành lập xã Ia T'rók trên cơ sở một phần xã Ia Mơ Rơn
  - Thành lập xã Ch'răng trên cơ sở một phần xã Pơ Tó

- Sắp xếp một số đơn vị hành chính thuộc huyện Đắk Tô:
  - Thành lập xã Văn Lem trên cơ sở một phần xã Đắk Tơ Kan
  - Thành lập xã Đắk Hring trên cơ sở một phần xã Đắk Pơ Xi
  - Thành lập xã Đắk Hà trên cơ sở một phần xã Tu Mơ Rông

- Thành lập 3 xã Kong Bơ La, Kong Lơ Khơng và Tơ Tung, huyện An Khê trên cơ sở toàn bộ xã Nam.
- Điều chỉnh một số đơn vị hành chính cấp xã thuộc huyện Mang Yang:
  - Thành lập xã A Dơk trên cơ sở một phần xã Ia Pết
  - Thành lập xã Kon Gang trên cơ sở một phần xã Kơ Dang

Năm 1984, điều chỉnh địa giới huyện Kon Plông và huyện An Khê; chia huyện An Khê thành hai huyện lấy tên là huyện An Khê và huyện Kbang.
- Sáp nhập toàn bộ 2 xã Đắk Rong, Kon Pne, huyện Kon Plông gồm vào huyện An Khê.
- Thành lập huyện Kbang trên cơ sở một phần huyện An Khê. Huyện An Khê có 17 xã và 1 thị trấn là xã Cư An, Cửu An, Song An, Tân An, Hà Tam, Tú An, Phú An, Ya Hội, Yang Bắc, Yang Nam, Yang Trung, An Trung, Sơ Krey, Chơ Long, Sơ Rõ, Đak Song, Ya Ma và thị trấn An Khê. Huyện Kbang có 11 xã Đak Rong, Kon Pne, Sơn Lang, Sơ Pai, K' Rong, Tơ Tung, Kon Lơ Khơng, Kong Bơ La, xã Đông, Nghĩa An, Lơ Ku

Năm 1985, thành lập thị trấn Chư Păh thuộc huyện Chư Păh.
- Thành lập xã Kon Pne, huyện Kon Plông trên cơ sở một phần xã Đắk Pne
- Thành lập xã Hà Mòn, thị xã Kon Tum trên cơ sở một phần xã Đắk La
- Thành lập thị trấn Chư Păh, huyện Chư Păh trên cơ sở một phần xã Ia Pếch và Ia Hrung

Năm 1988, chia huyện An Khê thành hai huyện lấy tên là huyện An Khê và huyện Kông Chro; chia tách một số xã, thị trấn thuộc các huyện Chư Prông, Chư Sê, Kông Chro, Mang Yang.
- Thành lập huyện Krong Chro trên cơ sở một phần huyện An Khê. Huyện Kong Chro có 8 xã An Trung, Chư Long, Chơ Krey, Đắck Song, Sro, Ya Ma, Yang Nam và Yang Trung với 151.035 hécta diện tích tự nhiên và 17.783 nhân khẩu. Huyện An Khê có thị trấn An Khê và 9 xã Cửu An, Hà Tam, Phú An, Song An, Tân An, Tú An, Ya Hội, Yang Bắc, Yang Cư với 77.805 hécta diện tích tự nhiên và 54.986 nhân khẩu.
- Thành lập thị trấn Đắk Tô, huyện Đắk Tô trên cơ sở một phần xã Tân Cảnh. Thị trấn Đắk Tô có 2.530 hécta diện tích tự nhiên và 4.818 nhân khẩu.
- Sắp xếp một số đơn vị hành chính cấp xã thuộc huyện Chư Prông
  - Thành lập xã Ia Nan trên cơ sở một phần xã Ia Pnôn. Xã Ia Nan có 11.354 hécta diện tích tự nhiên và 1.604 nhân khẩu.
  - Thành lập xã Ia Ó trên cơ sở một phần xã Ia Bồng và Ia Púch. Xã Ia Ó có 3.728 héc ta diện tích tự nhiên và 1.102 nhân khẩu.

- Thành lập thị trấn Chư Sê, huyện Chư Sê trên cơ sở môt phần xã Ia Blang và xã Dun. Thị trấn Chư Sê có 2.510 hécta diện tích tự nhiên và 5.579 nhân khẩu.
- Thành lập thị trấn Kong Chro, huyện Kong Chro trên cơ sở một phần xã Ya Ma và xã Yang Trung. Thị trấn Kong Chro có 1.797 héc ta diện tích tự nhiên và 2.361 nhân khẩu.
- Thành lập xã Hải Yang, huyện Mang Yang trên cơ sở một phần xã Kon Dong. Xã Hải Yang có 5.060 héc ta diện tích tự nhiên và 2.205 nhân khẩu.

Năm 1989, chia tách một số xã, thị trấn thuộc huyện K’bang.
Năm 1990, chia tách một số xã, thị trấn thuộc các huyện Mang Yang, Kông Chro và Ayun Pa.
Năm 1991, chia tỉnh Gia Lai - Kon Tum thành hai tỉnh: Gia Lai và Kon Tum. Tỉnh Gia Lai có 10 đơn vị hành chính gồm thị xã Pleiku và 9 huyện: An Khê, Ayun Pa, Chư Păh, Chư Prông, Chư Sê, K’bang, Kông Chro, Krông Pa, Mang Yang. Cùng năm, thành lập huyện Đức Cơ từ một phần các huyện Chư Păh và Chư Prông và thành lập thị trấn Chư Ty thuộc huyện Đức Cơ
Năm 1994, thành lập một số xã thuộc các huyện An Khê, Chư Sê, K'bang, Krông Pa.
Năm 1996, thành lập một số xã thuộc thị xã Pleiku và huyện Mang Yang; điều chỉnh địa giới thành phố Pleiku và các huyện Mang Yang, Chư Păh; chia huyện Chư Păh thành hai huyện: Chư Păh và Ia Grai.
- Sắp xếp một số đơn vị hành chính cấp xã thuộc huyện Mang Yang:
  - Thành lập xã Đắk Tơ Ver trên cơ sở một phần xã Đắk Đoa. Xã Đăk Tơ Ver có diện tích tự nhiên 3.700 ha và 967 nhân khẩu.
  - Thành lập xã Chư Đang Ya trên cơ sở một phần xã Hà Bầu. Xã Chư Đang Ya có 4.200 ha diện tích tự nhiên và 854 nhân khẩu.

- Sắp xếp một số đơn vị hành chính cấp xã thuộc thị xã Pleiku:
  - Thành lập xã Tân Sơn trên cơ sở một phần xã Chư Jôr. Xã Tân Sơn có 850 ha diện tích tự nhiên và 3.516 nhân khẩu.
  - Thành lập xã Nghĩa Hưng trên cơ sở một phần xã Biển Hồ và xã Ia Sao. Xã Nghĩa Hưng có 2.811,7 ha diện tích tự nhiên và 4.878 nhân khẩu.

- Thành lập huyện Ia Grai trên cơ sở một phần huyện Chư Păh. Huyện Ia Grai có 115.720,5 ha diện tích tự nhiên và 50.431 nhân khẩu, bao gồm 9 xã: Ia Sao, Ia Hrung, Ia Krai, Ia Grai, Ia Kênh, Ia O, Ia Dêr, Ia Chia, Ia Pếch và thị trấn Chư Pah.
- Sáp nhập toàn bộ 3 xã Hà Tây, Đắk Tơ Ver, Chư Đang Ya, huyện Mang Yang và toàn bộ 2 xã Chư Jôr và Nghĩa Hưng, thị xã Pleiku vào huyện Chư Păh. Huyện Chư Păh có 98.354,4 ha diện tích tự nhiên và 42.258 nhân khẩu, bao gồm 11 xã: Ia Khươl, Ia Mơ Nông, Ia Ka, Ia Phí, Hoà Phú, Nghĩa Hoà, Hà Tây, Đắc Tơ Ver, Chư Đang Yang, Chư Jôr, Nghĩa Hưng
- Thành lập thị trấn Phú Hòa, huyện Chư Păh trên cơ sở một phần xã Nghĩa Hòa. Thị trấn Chư Păh có 2.600 ha diện tích tự nhiên và 3.079 nhân khẩu
- Đổi tên thị trấn Chư Păh, huyện Ia Grai thành thị trấn Ia Kha, đổi tên xã Ia Grai, huyện Ia Grai thành xã Ia Tô.

Năm 1998, thành lập một số xã, thị trấn thuộc các huyện Ayun Pa và Chư Prông.
- Sắp xếp một số đơn vị hành chính thuộc huyện Ayun Pa:
  - Thành lập xã Ia Sao trên cơ sở một phần xã Ia R'tô. Xã Ia Sao có 11.260 ha diện tích tự nhiên và 2.838 nhân khẩu.
  - Thành lập xã Broăi trên cơ sở một phần xã Ia Tul. Xã Broăi có 2.320 ha diện tích tự nhiên và 2.807 nhân khẩu.
  - Thành lập xã K'dăm trên cơ sở một phần xã Chư Mố. Xã K'dăm có 13.227 ha diện tích tự nhiên và 2.043 nhân khẩu.
  - Thành lập xã Kim Tân trên cơ sở một phần xã Chư Răng. Xã Kim Tân có 4.454,5 ha diện tích tự nhiên và 3.428 nhân khẩu.
  - Thành lập thị trấn Phú Thiện trên cơ sở một phần xã Chư A Thai và xã Ia Sol. Thị trấn Phú Thiện có 1.551 ha diện tích tự nhiên và 16.383 nhân khẩu.

- Thành lập xã Bàu Cạn, huyện Chư Prông trên cơ sở một phần xã Ia Phìn và xã Thăng Hưng. Xã Bàu Cạn có 2.700 ha diện tích tự nhiên và 3.800 nhân khẩu.

Năm 1999, thành lập thành phố Pleiku. Cùng năm, thành lập một số phường, thị trấn thuộc thành phố Pleiku và huyện Mang Yang.
- Thành lập thành phố Pleiku trên cơ sở toàn bộ thị xã Pleiku. Thành phố Pleiku có 22.569,6 ha diện tích tự nhiên và 160.192 nhân khẩu, gồm 14 đơn vị hành chính: 6 phường và 8 xã.
- Thành lập một số đơn vị hành chính cấp xã thuộc thành phố Pleiku:
  - Thành lập phường Tây Sơn trên cơ sở một phần phường Hoa Lư. Phường Tây Sơn có 154,33 ha diện tích tự nhiên và 10.112 nhân khẩu.
  - Thành lập phường Ia Kring trên cơ sở một phần phường Diên Hồng. Phường Ia Kring có 669,72 ha diện tích tự nhiên và 10.270 nhân khẩu.

- Sắp xếp một số đơn vị hành chính cấp xã thuộc huyện Mang Yang:
  - Thành lập thị trấn Kon Dơng trên cơ sở một phần xã Kon Dơng. Thị trấn Kon Dơng có 1.800 ha diện tích tự nhiên và 3.081 nhân khẩu.
  - Đổi tên xã Kon Dơng thành xã Đắk Ya. Xã Đắk Ya có 7.055 ha diện tích tự nhiên và 4.498 nhân khẩu.

Năm 2000, thành lập và đổi tên một số xã, thị trấn thuộc huyện Mang Yang; chia huyện Mang Yang thành hai huyện: Mang Yang và Đak Đoa. Cùng năm, thành lập một số xã, phường thuộc thành phố Pleiku và huyện Chư Sê.
- Sắp xếp một số đơn vị hành chính cấp xã thuộc huyện Mang Yang:
  - Đổi tên xã Đắk Đoa thành xã Đắk Sơ Mei.
  - Đổi tên thị trấn Mang Yang thành thị trấn Đak Đoa.
  - Thành lập xã Đắk Dj'răng trên cơ sở một phần xã K'dang và xã Đắk Ya. Xã Đak Dj'răng có 4.722,7 ha diện tích tự nhiên và 2.907 nhân khẩu.

- Thành lập huyện Đak Đoa trên cơ sở một phần huyện Mang Yang. Huyện Đak Đoa có 98.041,3 ha diện tích tự nhiên và 74.394 nhân khẩu gồm 15 đơn vị hành chính trực thuộc là các xã: Hà Đông, Đak Sơmei, Hà Bầu, Nam Yang, Kon Gang, Hải Yang, Hneng, Tân Bình, KDang, Glar, Trang, A Dơk, Ia Pết, Ia Băng và thị trấn Đak Đoa. Huyện Mang Yang có 112.606,7 ha diện tích tự nhiên và 36.746 nhân khẩu, gồm 10 đơn vị hành chính trực thuộc là các xã: Ayun, Đăk Yă, Hra, Lơ Pang, Kon Thụp, Đê Ar, Đăk Trôi, Kon Chiêng, Đak Djrăng và thị trấn Kon Dơng.

- Sắp xếp một số đơn vị hành chính cấp xã thuộc thành phố Pleiku:
  - Thành lập phường Yên Thế trên cơ sở một phần xã Biển Hồ. Phường Yên Thế có 1.187 ha diện tích tự nhiên và 12.916 nhân khẩu.
  - Thành lập phường Trà Bá trên cơ sở một phần xã Trà Bá. Phường Trà Bá có 758,67 ha diện tích tự nhiên và 13.990 nhân khẩu.
  - Đổi tên xã Trà Bá thành xã Chư HDrông.

- Sắp xếp một số đơn vị hành chính cấp xã thuộc huyện Chư Sê:
  - Thành lập xã Ia Phang trên cơ sở một phần xã Nhơn Hòa. Xã Ia Phang có 12.710,5 ha diện tích tự nhiên và 5.214 nhân khẩu.
  - Thành lập xã Ia Dreng trên cơ sở một phần xã Ia Hrú. Xã Ia Dreng có 2.351,7 ha diện tích tự nhiên và 2.486 nhân khẩu.

Năm 2001, thành lập một số xã thuộc các huyện Ia Grai và Chư Păh.
- Thành lập xã Ia Khai, huyện Ia Grai trên cơ sở một phần xã Ia Krái. Xã Ia Khai có 16.518,5 ha diện tích tự nhiên và 2.475 nhân khẩu.
- Thành lập xã Ia Nhin, huyện Chư Păh trên cơ sở một phần xã Ia Ka. Xã Ia Nhin có 3.205 ha diện tích tự nhiên và 3.758 nhân khẩu.
- Điều chỉnh địa giới hành chính 2 xã Ia Mơ Nông và xã Ia Phí, huyện Chư Păh. Thành lập xã Ia Ly, huyện Chư Păh trên cơ sở một phần xã Ia Mơ Nông. Xã Ia Ly có 4.844 ha diện tích tự nhiên và 4.570 nhân khẩu. Xã Ia Mơ Nông có 16.951 ha diện tích tự nhiên và 4.071 nhân khẩu. Xã Ia Phí có 6.995 ha diện tích tự nhiên và 5.172 nhân khẩu.

Năm 2002, thành lập một số xã thuộc các huyện Chư Prông, Ayun Pa; chuyển xã Ia Kênh của huyện Ia Grai về thành phố Pleiku quản lý. Cùng năm, chia huyện Ayun Pa thành hai huyện: Ayun Pa và Ia Pa..
- Thành lập một số đơn vị hành chính cấp xã thuộc huyện Chư Prông:
  - Thành lập xã Ia Ga trên cơ sở một phần xã Ia Pia và xã Ia Lâu. Xã Ia Ga có 12.277 ha diện tích tự nhiên và 2.100 nhân khẩu.
  - Thành lập xã Ia Piơr trên cơ sở một phần xã Ia Lâu. Xã Ia Piơr có 9.629 ha diện tích tự nhiên và 3.908 nhân khẩu.
  - Thành lập xã Ia Drang trên cơ sở một phần xã Thăng Hưng, xã Bình Giáo và xã Ia Boòng. Xã Ia Drang có 4.105 ha diện tích tự nhiên và 5.581 nhân khẩu.
- Thành lập một số đơn vị hành chính cấp xã thuộc huyện Ayun Pa:
  - Thành lập xã Ia Peng trên cơ sở một phần xã Ia Piar. Xã Ia Peng có 1.800 ha diện tích tự nhiên và 2.982 nhân khẩu.
  - Thành lập xã Ia Ke trên cơ sở một phần xã Chư A Thai. Xã Ia Ke có 5.928 ha diện tích tự nhiên và 8.579 nhân khẩu
- Sáp nhập xã Ia Kênh, huyện Ia Grai về thành phố Pleiku.
- Thành lập huyện Ia Pa trên cơ sở một phần huyện Ayun Pa. Huyện Ia Pa có 87.088 ha diện tích tự nhiên và 41.484 nhân khẩu, có 9 đơn vị hành chính trực thuộc, gồm các xã: Pờ Tó, Chư Răng, Kim Tân, Ia Tul, Ia Broăi, Ia KDăm, Chư Mố, Ia Trok và Ia Mrơn. Huyện Ayun Pa có 78.891,5 ha diện tích tự nhiên và 87.648 nhân khẩu, có 12 đơn vị hành chính trực thuộc, gồm các xã Chư A Thai, Ia Ke, Ia Sol, Ia Piar, Ia Peng, Ia Hiao, Ia Rbol, Ia Yeng, Ia Rtô, Ia Sao và các trị trấn Ayun Pa, Phú Thiện.

Năm 2003, thành lập thị xã An Khê và các phường thuộc thị xã An Khê; thành lập xã Đắk Pơ thuộc huyện An Khê; đổi tên huyện An Khê thành huyện Đak Pơ.
- Thành lập thị xã An Khê trên cơ sở toàn bộ các xã: Tú An, Cửu An, Song An, Thành An và thị trấn An Khê thuộc huyện An Khê. Thị xã An Khê có 19.912,10 ha diện tích tự nhiên và 62.600 nhân khẩu.
- Thành lập 4 phường thuộc thị xã An Khê: An Tân, An Bình, An Phú, Tây Sơn trên cơ sở toàn bộ thị trấn An Khê. Phường An Bình có 930,40 ha diện tích tự nhiên và 7.279 nhân khẩu. Phường Tây Sơn có 327,75 ha diện tích tự nhiên và 11.568 nhân khẩu. Phường An Phú có 384,50 ha diện tích tự nhiên và 12.884 nhân khẩu. Phường An Tân có 457,35 ha diện tích tự nhiên và 3.034 nhân khẩu. Thị trấn An Khê có 8 đơn vị hành chính cấp xã, gồm 4 phường và 4 xã.
- Đổi tên huyện An Khê thành huyện Đak Pơ. Huyện Đak Pơ có 49.961,50 ha diện tích tự nhiên và 34.563 nhân khẩu.
- Thành lập xã Đắk Pơ, huyện Đắk Pơ trên cơ sở một phần xã An Thành. Xã Đắk Pơ có 1.963 ha diện tích tự nhiên và 3.092 nhân khẩu. huyện Đak Pơ có 8 xã.

Năm 2005, thành lập một số xã thuộc các huyện Chư Sê, Kông Chro, Đak Đoa, Ia Grai.
- Thành lập xã Ia Hla, huyện Chư Sê trên cơ sở một phần xã Ia Ko. Xã Ia Hla có 12.447 ha diện tích tự nhiên và 2.283 nhân khẩu.
- Thành lập xã Bar Măih, huyện Chư Sê trên cơ sở một phần xã Bờ Ngoong. Xã Bar Măih có 4.761 ha diện tích tự nhiên và 3.866 nhân khẩu.
- Thành lập xã Chư Pơng, huyện Chư Sê trên cơ sở một phần xã Ia Tiêm. Xã Chư Pơng có 3.937,50 ha diện tích tự nhiên và 2.872 nhân khẩu.
- Thành lập xã Đắk Pling, huyện Kông Chro trên cơ sở một phần xã Đắk Song. Xã Đắk Pling có 18.238 ha diện tích tự nhiên và 2.078 nhân khẩu.
- Thành lập xã Đắk Krong, huyện Đak Đoa trên cơ sở một phần xã Đắk Sơ Mei. Xã Đắk Krong có 3.300 ha diện tích tự nhiên và 3.782 nhân khẩu.
- Thành lập xã Ia Grăng, huyện Ia Grai trên cơ sở một phần xã Ia Tô và thị trấn Ia Kha. Xã Ia Grăng có 11.715 ha diện tích tự nhiên và 2.063 nhân khẩu.

Năm 2006, thành lập một số xã thuộc các huyện Chư Sê, Kông Chro, Đak Đoa, Ia Pa, K’bang, Ayun Pa, Mang Yang và thành phố Pleiku
- Thành lập xã Ia Blứ, huyện Chư Sê trên cơ sở một phần xã Ia Le. Xã Ia Blứ có 19.114,50 ha diện tích tự nhiên và 4.688 nhân khẩu.
- Thành lập xã Đắk Pơ Cho, huyện Kông Chro trên cơ sở một phần xã Yang Trung. Xã Đắk Pơ Pho có 5.305 ha diện tích tự nhiên và 2.054 nhân khẩu.
- Thành lập xã Đắk Kơ Ning, huyện Kông Chro trên cơ sở một phần xã Yang Nam và xã S'ró.
- Thành lập xã Hnol, huyện Đak Đoa trên cơ sở một phần xã Trang. Xã Hnol có 4.685 ha diện tích tự nhiên và 2.211 nhân khẩu.
- Thành lập xã Ia Bă, huyện Ia Grai trên cơ sở một phần xã Ia Hrung. Xã Ia Bă có 11.212,05 ha diện tích tự nhiên và 5.905 nhân khẩu.
- Thành lập xã Ia Yok, huyện Ia Grai trên cơ sở một phần xã Ia Sao. Xã Ia Yok có 2.642,71 ha diện tích tự nhiên và 8.246 nhân khẩu.
- Sáp nhập một phần xã Đông, huyện K'bang vào thị trấn K'bang. Thị trấn Kbang có 2.087 ha diện tích tự nhiên và 13.510 nhân khẩu.
- Thành lập xã Đắk Smar, huyện K'bang trên cơ sở một phần xã Đông. Xã Đak Smar có 12.678,66 ha diện tích tự nhiên và 2.012 nhân khẩu.
- Thành lập xã Ayun Hạ, huyện Ayun Pa trên cơ sở một phần xã Ia Ke. Xã Ayun Hạ có 2.765 ha diện tích tự nhiên và 5.130 nhân khẩu.
- Đổi tên xã Ia Ke, huyện Ayun Pa thành xã Ia Ake.
- Thành lập xã Chrôh Pơnan, huyện Ayun Pa trên cơ sở một phần xã Ia Hiao. Xã Chrôh Pơnan có 2.158,5 ha diện tích tự nhiên và 3.708 nhân khẩu.
- Thành lập phường Thắng Lợi, thành phố Pleiku trên cơ sở một phần xã Chư Á. Phường Thắng Lợi có 706,33 ha diện tích tự nhiên và 7.967 nhân khẩu.

Năm 2007, thành lập thị xã Ayun Pa và các phường thuộc thị xã Ayun Pa; đổi tên huyện Ayun Pa thành huyện Phú Thiện.
- Thành lập thị xã Ayun Pa trên cơ sở toàn bộ thị trấn Ayun Pa, các xã Ia R'tô, Ia Rbol, Ia Sao thuộc huyện Ayun Pa. Thị xã Ayun Pa có 28.700,5 ha diện tích tự nhiên và 35.058 nhân khẩu.
- Thành lập 4 phường Cheo Reo, Hòa Bình, Đoàn Kết, Sông Bờ, thị xã Ayun Pa trên cơ sở toàn bộ thị trấn Ayun Pa. Phường Cheo Reo có 442 ha diện tích tự nhiên và 5.387 nhân khẩu. Phường Hòa Bình có 485 ha diện tích tự nhiên và 3.855 nhân khẩu. Phường Đoàn Kết có 384,71 ha diện tích tự nhiên và 6.972 nhân khẩu. Phường Sông Bờ có 415,79 ha diện tích tự nhiên và 5.399 nhân khẩu.
- Thành lập xã Chư Băh, thị xã Ayun Pa trên cơ sở một phần xã Ia Rbol. Xã Chư Băh có 6.959 ha diện tích tự nhiên và 3.306 nhân khẩu. Thị xã Ayun Pa có 8 đơn vị hành chính, gồm 4 phường và 4 xã.
- Đổi tên huyện Ayun Pa thành huyện Phú Thiện. Huyện Phú Thiện có 50.191 ha diện tích tự nhiên và 64.558 nhân khẩu, có 10 đơn vị hành chính trực thuộc, bao gồm các xã: Chư A Thai, Ia AKe, Ia Sol, Ia Piar, Ia Peng, Ayun Hạ, Ia Yeng, Chrôh Pơnan, Ia Hiao và thị trấn Phú Thiện.

Năm 2008, thành lập xã, phường, thị trấn thuộc thành phố Pleiku và các huyện Chư Prông, Chư Sê quản lý.
- Thành lập, sắp xếp một số đơn vị hành chính cấp xã thuộc thành phố Pleiku:
  - Thành lập phường Đống Đa trên cơ sở một phần phường Thống Nhất. Phường Đống Đa có 402,43 ha diện tích tự nhiên và 6.068 nhân khẩu.
  - Thành lập phường Phù Đổng trên cơ sở một phần phường Hội Phú và phường Trà Bá. Phường Phù Đổng có 453,18 ha diện tích tự nhiên và 14.102 nhân khẩu.
  - Sáp nhập một phần xã Ia Kênh về xã Chư Hdrông. Xã Chư Hdrông có 2.548 ha và 11.107 nhân khẩu.
  - Thành lập phường Chi Lăng trên cơ sở một phần xã Chư Hdrông. Phường Chi Lăng có 1.245,37 ha diện tích tự nhiên và 7.330 nhân khẩu.
- Sắp xếp một số đơn vị hành chính cấp xã thuộc huyện Chư Prông:
  - Thành lập xã Ia Kly trên cơ sở một phần xã Ia Tôr và thị trấn Chư Prông. Xã Ia Kly có 2.206,00 ha diện tích tự nhiên và 2.176 nhân khẩu.
  - Thành lập xã Ia Bang trên cơ sở một phần xã Ia Vê và xã Ia Tôr. Xã Ia Bang có 4.066,00 ha diện tích tự nhiên và 2.846 nhân khẩu.
- Sắp xếp một số đơn vị hành chính cấp xã thuộc huyện Chư Sê:
  - Thành lập thị trấn Nhơn Hòa trên cơ sở một phần xã Nhơn Hòa. Thị trấn Nhơn Hòa có 2.100,00 ha diện tích tự nhiên và 10.500 nhân khẩu.
  - Đổi tên xã Nhơn Hòa thành xã Chư Don. Xã Chư Don có 3.889,50 ha diện tích tự nhiên và 1.840 nhân khẩu.

Năm 2009, thành lập xã, phường, thuộc thị xã An Khê và huyện Chư Păh. Cùng năm, thành lập một số xã thuộc huyện Chư Sê; chia huyện Chư Sê thành hai huyện: Chư Sê và Chư Pưh
- Sắp xếp một số đơn vị hành chính thuộc thị xã An Khê:
  - Thành lập xã Xuân An trên cơ sở một phần xã Tú An. Xã Xuân An có 2.793,00 ha diện tích tự nhiên và 3.504 nhân khẩu.
  - Thành lập phường An Phước trên cơ sở một phần xã Cửu An. Phường An Phước có 1.879,22 ha diện tích tự nhiên và 2.970 nhân khẩu.
  - Thành lập phường Ngô Mây trên cơ sở một phần xã Song An. Phường Ngô Mây có 1.004,10 ha diện tích tự nhiên và 4.750 nhân khẩu.

- Thành lập xã Ia Kreng, huyện Chư Păh trên cơ sở một phần xã Ia Mơ Nông. Xã Ia Kreng có 11.392,64 ha diện tích tự nhiên và 1.343 nhân khẩu.
- Sắp xếp một số đơn vị hành chính cấp xã thuộc huyện Chư Sê:
  - Thành lập xã Ia Rong trên cơ sở một phần xã Ia Hrú. Xã Ia Rong có 2.311,18 ha diện tích tự nhiên và 4.518 nhân khẩu.
  - Thành lập xã Ia Pal trên cơ sở một phần xã Dun. Xã Ia Pal có 2.273,28 ha diện tích tự nhiên và 4.755 nhân khẩu.
  - Thành lập xã Kông Htok trên cơ sở một phần xã Dun và xã Albá. Xã Kông Htok có 2.829,74 ha diện tích tự nhiên và 4.312 nhân khẩu.

- Thành lập huyện Chư Pưh trên cơ sở một phần huyện Chư Sê. Huyện Chư Pưh có 71.695,02 ha diện tích tự nhiên và 54.890 nhân khẩu; có 9 đơn vị hành chính trực thuộc gồm các xã: Ia Le, Ia BLứ, Ia Phang, Chư Don, Ia Dreng, Ia Hla, Ia Hrú, Ia Rong và thị trấn Nhơn Hoà. Huyện Chư Sê có 64.296,27 ha diện tích tự nhiên và 94.389 nhân khẩu; có 15 đơn vị hành chính trực thuộc gồm: thị trấn Chư Sê và các xã: Ia Blang, Dun, Ayun, Albá, Bờ Ngoong, Bar Măih, Ia Tiêm, Chư Pơng, Ia Glai, Ia Hlốp, Ia Ko, Hbông, Ia Pal và Kông HTok.

Năm 2013, thành lập một số thị trấn thuộc các huyên Chư Păh và Đắk Pơ; điều chỉnh địa giới một số xã, thị trấn thuộc huyện Đak Đoa
- Thành lập thị trấn Ia Ly, huyện Chư Păh trên cơ sở toàn bộ xã Ia Ly. Thị trấn Ia Ly có 4.845,96 ha diện tích tự nhiên và 6.350 nhân khẩu.
- Thành lập thị trấn Đắk Pơ, huyện Đắk Pơ trên cơ sở toàn bộ xã Đắk Pơ. Thị trấn Đắk Pơ có 2.178,18 ha diện tích tự nhiên và 4.620 nhân khẩu.
- Sáp nhập một phần xã Kon Gang, huyện Đak Đoa vào xã Hneng. Sáp nhập một phần xã Hneng và xã Glar, huyện Đak Đoa vào thị trấn Đak Đoa. Thị trấn Đak Đoa có 2.121,29 ha diện tích tự nhiên và 14.945 nhân khẩu. Xã Hneng có 3.404,76 ha diện tích tự nhiên và 2.729 nhân khẩu. Xã Kon Gang còn lại 6.255,85 ha diện tích tự nhiên và 3.020 nhân khẩu. Xã Glar còn lại 4.166,12 ha diện tích tự nhiên và 8.466 nhân khẩu.

Năm 2020, hợp nhất một số xã thuộc thành phố Pleiku và huyện Chư Păh.
- Sáp nhập toàn bộ xã Chư Hdrăng, thành phố Pleiku vào phường Chi Lăng. Phường Chi Lăng có 25,67 km² diện tích tự nhiên và quy mô dân số 10.476 người. Sau khi sắp xếp, thành phố Pleiku có 22 đơn vị hành chính cấp xã, gồm 14 phường và 08 xã.
- Sáp nhập toàn bộ xã Chư Jôr, huyện Chư Păh vào xã Chư Đang Ya. Xã Chư Đang Ya có 54,19 km² diện tích tự nhiên và quy mô dân số 3.578 người. Sau khi sắp xếp, huyện Chư Păh có 14 đơn vị hành chính cấp xã, gồm 12 xã và 02 thị trấn.

Ngày 28 tháng 9 năm 2024, Ủy ban Thường vụ Quốc hội ban hành Nghị quyết số 1195/NQ-UBTVQH15 về việc sắp xếp đơn vị hành chính cấp xã của tỉnh Gia Lai giai đoạn 2023 – 2025 (nghị quyết có hiệu lực từ ngày 1 tháng 11 năm 2024). Theo đó:
- Sắp xếp các đơn vị hành chính cấp xã thuộc thành phố Pleiku.
  - Sáp hập toàn bộ xã Tân Sơn vào xã Biển Hồ. Xã Biển Hồ có diện tích tự nhiên là 28,84 km² và quy mô dân số là 16.734 người.
  - Sau khi sắp xếp, thành phố Pleiku có 21 đơn vị hành chính cấp xã, gồm 14 phường và 7 xã.

- Sắp xếp các đơn vị hành chính cấp xã thuộc huyện Kbang.
  - Sáp nhập một phần xã Đăk Hlơ vào xã Nghĩa An. Xã Nghĩa An có diện tích tự nhiên là 41,62 km² và quy mô dân số là 4.571 người.
  - Sáp nhập phần còn lại xã Đăk Hlơ vào xã Kông Bơ La. Xã Kông Bơ La có diện tích tự nhiên là 54,20 km² và quy mô dân số là 5.889 người.
  - Sau khi sắp xếp, huyện Kbang có 13 đơn vị hành chính cấp xã, gồm 12 xã và 1 thị trấn.

- Sau khi sắp xếp, tỉnh Gia Lai có 17 đơn vị hành chính cấp huyện, gồm 14 huyện, 2 thị xã, 1 thành phố và 218 đơn vị hành chính cấp xã, gồm 180 xã, 24 phường và 14 thị trấn.

## Giai đoạn 2025 - nay

### Năm 2025: Nghị quyết số 202/2025/QH15
Ngày 12 tháng 6 năm 2025, Quốc hội khóa XV ban hành Nghị quyết số 202/2025/QH15 về việc sắp xếp đơn vị hành chính cấp tỉnh (nghị quyết có hiệu lực từ ngày 12 tháng 6 năm 2025). Theo đó, sáp nhập tỉnh Bình Định vào tỉnh Gia Lai.
Sau khi sáp nhập, tỉnh Gia Lai có 21.576,53 km² diện tích tự nhiên và quy mô dân số là 3.583.693 người.

### Năm 2025: Nghị quyết số 203/2025/QH15
Ngày 16 tháng 6 năm 2025, Quốc hội khóa XV ban hành Nghị quyết số 203/2025/QH15 về việc sửa đổi, bổ sung một số điều của Hiến pháp nước Cộng hòa xã hội chủ nghĩa Việt Nam. Theo đó, kết thúc hoạt động của đơn vị hành chính cấp huyện trong cả nước từ ngày 01 tháng 7 năm 2025.

### Năm 2025: Nghị quyết số 1664/NQ-UBTVQH15
- Nghị quyết số 1664/NQ-UBTVQH15[88] ngày 16 tháng 6 năm 2025 của Ủy ban Thường vụ Quốc hội khóa XV về việc sắp xếp các đơn vị hành chính cấp xã của tỉnh Gia Lai năm 2025:

Tỉnh Gia Lai:
1. Sắp xếp toàn bộ diện tích tự nhiên, quy mô dân số của xã Nhơn Lộc và xã Nhơn Tân thành xã mới có tên gọi là xã An Nhơn Tây.
2. Sắp xếp toàn bộ diện tích tự nhiên, quy mô dân số của thị trấn Ngô Mây, xã Cát Trinh và xã Cát Tân thành xã mới có tên gọi là xã Phù Cát.
3. Sắp xếp toàn bộ diện tích tự nhiên, quy mô dân số của xã Cát Nhơn và xã Cát Tường thành xã mới có tên gọi là xã Xuân An.
4. Sắp xếp toàn bộ diện tích tự nhiên, quy mô dân số của các xã Cát Hưng, Cát Thắng và Cát Chánh thành xã mới có tên gọi là xã Ngô Mây.
5. Sắp xếp toàn bộ diện tích tự nhiên, quy mô dân số của thị trấn Cát Tiến, xã Cát Thành và xã Cát Hải thành xã mới có tên gọi là xã Cát Tiến.
6. Sắp xếp toàn bộ diện tích tự nhiên, quy mô dân số của thị trấn Cát Khánh, xã Cát Minh và xã Cát Tài thành xã mới có tên gọi là xã Đề Gi.
7. Sắp xếp toàn bộ diện tích tự nhiên, quy mô dân số của xã Cát Hanh và xã Cát Hiệp thành xã mới có tên gọi là xã Hòa Hội.
8. Sắp xếp toàn bộ diện tích tự nhiên, quy mô dân số của xã Cát Lâm và xã Cát Sơn thành xã mới có tên gọi là xã Hội Sơn.
9. Sắp xếp toàn bộ diện tích tự nhiên, quy mô dân số của thị trấn Phù Mỹ, xã Mỹ Quang và xã Mỹ Chánh Tây thành xã mới có tên gọi là xã Phù Mỹ.
10. Sắp xếp toàn bộ diện tích tự nhiên, quy mô dân số của các xã Mỹ Chánh, Mỹ Thành và Mỹ Cát thành xã mới có tên gọi là xã An Lương.
11. Sắp xếp toàn bộ diện tích tự nhiên, quy mô dân số của thị trấn Bình Dương, xã Mỹ Lợi và xã Mỹ Phong thành xã mới có tên gọi là xã Bình Dương.
12. Sắp xếp toàn bộ diện tích tự nhiên, quy mô dân số của các xã Mỹ An, Mỹ Thọ và Mỹ Thắng thành xã mới có tên gọi là xã Phù Mỹ Đông.
13. Sắp xếp toàn bộ diện tích tự nhiên, quy mô dân số của xã Mỹ Trinh và xã Mỹ Hòa thành xã mới có tên gọi là xã Phù Mỹ Tây.
14. Sắp xếp toàn bộ diện tích tự nhiên, quy mô dân số của xã Mỹ Tài và xã Mỹ Hiệp thành xã mới có tên gọi là xã Phù Mỹ Nam.
15. Sắp xếp toàn bộ diện tích tự nhiên, quy mô dân số của các xã Mỹ Đức, Mỹ Châu và Mỹ Lộc thành xã mới có tên gọi là xã Phù Mỹ Bắc.
16. Sắp xếp toàn bộ diện tích tự nhiên, quy mô dân số của thị trấn Tuy Phước, thị trấn Diêu Trì và các xã Phước Thuận, Phước Nghĩa, Phước Lộc thành xã mới có tên gọi là xã Tuy Phước.
17. Sắp xếp toàn bộ diện tích tự nhiên, quy mô dân số của các xã Phước Sơn, Phước Hòa và Phước Thắng thành xã mới có tên gọi là xã Tuy Phước Đông.
18. Sắp xếp toàn bộ diện tích tự nhiên, quy mô dân số của xã Phước An và xã Phước Thành thành xã mới có tên gọi là xã Tuy Phước Tây.
19. Sắp xếp toàn bộ diện tích tự nhiên, quy mô dân số của các xã Phước Hiệp, Phước Hưng và Phước Quang thành xã mới có tên gọi là xã Tuy Phước Bắc.
20. Sắp xếp toàn bộ diện tích tự nhiên, quy mô dân số của thị trấn Phú Phong, xã Tây Xuân và xã Bình Nghi thành xã mới có tên gọi là xã Tây Sơn.
21. Sắp xếp toàn bộ diện tích tự nhiên, quy mô dân số của xã Tây Giang và xã Tây Thuận thành xã mới có tên gọi là xã Bình Khê.
22. Sắp xếp toàn bộ diện tích tự nhiên, quy mô dân số của các xã Vĩnh An, Bình Tường và Tây Phú thành xã mới có tên gọi là xã Bình Phú.
23. Sắp xếp toàn bộ diện tích tự nhiên, quy mô dân số của các xã Bình Thuận, Bình Tân và Tây An thành xã mới có tên gọi là xã Bình Hiệp.
24. Sắp xếp toàn bộ diện tích tự nhiên, quy mô dân số của các xã Tây Vinh, Tây Bình, Bình Hòa và Bình Thành thành xã mới có tên gọi là xã Bình An.
25. Sắp xếp toàn bộ diện tích tự nhiên, quy mô dân số của thị trấn Tăng Bạt Hổ và các xã Ân Phong, Ân Đức, Ân Tường Đông thành xã mới có tên gọi là xã Hoài Ân.
26. Sắp xếp toàn bộ diện tích tự nhiên, quy mô dân số của các xã Ân Tường Tây, Ân Hữu và Đak Mang thành xã mới có tên gọi là xã Ân Tường.
27. Sắp xếp toàn bộ diện tích tự nhiên, quy mô dân số của xã Ân Nghĩa và xã Bok Tới thành xã mới có tên gọi là xã Kim Sơn.
28. Sắp xếp toàn bộ diện tích tự nhiên, quy mô dân số của các xã Ân Sơn, Ân Tín và Ân Thạnh thành xã mới có tên gọi là xã Vạn Đức.
29. Sắp xếp toàn bộ diện tích tự nhiên, quy mô dân số của các xã Ân Hảo Tây, Ân Hảo Đông và Ân Mỹ thành xã mới có tên gọi là xã Ân Hảo.
30. Sắp xếp toàn bộ diện tích tự nhiên, quy mô dân số của thị trấn Vân Canh, xã Canh Thuận, xã Canh Hòa và một phần diện tích tự nhiên, quy mô dân số của xã Canh Hiệp thành xã mới có tên gọi là xã Vân Canh.
31. Sắp xếp toàn bộ diện tích tự nhiên, quy mô dân số của xã Canh Vinh, xã Canh Hiển, một phần diện tích tự nhiên, quy mô dân số của xã Canh Liên và phần còn lại của xã Canh Hiệp sau khi sắp xếp theo quy định tại khoản 30 Điều này thành xã mới có tên gọi là xã Canh Vinh.
32. Sắp xếp phần còn lại của xã Canh Liên sau khi sắp xếp theo quy định tại khoản 31 Điều này thành xã mới có tên gọi là xã Canh Liên.
33. Sắp xếp toàn bộ diện tích tự nhiên, quy mô dân số của thị trấn Vĩnh Thạnh và xã Vĩnh Hảo thành xã mới có tên gọi là xã Vĩnh Thạnh.
34. Sắp xếp toàn bộ diện tích tự nhiên, quy mô dân số của xã Vĩnh Hiệp và xã Vĩnh Thịnh thành xã mới có tên gọi là xã Vĩnh Thịnh.
35. Sắp xếp toàn bộ diện tích tự nhiên, quy mô dân số của các xã Vĩnh Thuận, Vĩnh Hòa và Vĩnh Quang thành xã mới có tên gọi là xã Vĩnh Quang.
36. Sắp xếp toàn bộ diện tích tự nhiên, quy mô dân số của xã Vĩnh Kim và xã Vĩnh Sơn thành xã mới có tên gọi là xã Vĩnh Sơn.
37. Sắp xếp toàn bộ diện tích tự nhiên, quy mô dân số của xã An Hòa, xã An Quang và một phần diện tích tự nhiên của xã An Nghĩa thành xã mới có tên gọi là xã An Hòa.
38. Sắp xếp toàn bộ diện tích tự nhiên, quy mô dân số của thị trấn An Lão, xã An Tân và xã An Hưng thành xã mới có tên gọi là xã An Lão.
39. Sắp xếp toàn bộ diện tích tự nhiên, quy mô dân số của các xã An Trung (huyện An Lão), An Dũng và An Vinh thành xã mới có tên gọi là xã An Vinh.
40. Sắp xếp toàn bộ diện tích tự nhiên, quy mô dân số của xã An Toàn và phần còn lại của xã An Nghĩa sau khi sắp xếp theo quy định tại khoản 37 Điều này thành xã mới có tên gọi là xã An Toàn.
41. Sắp xếp toàn bộ diện tích tự nhiên, quy mô dân số của các xã Nghĩa Hưng, Chư Đang Ya, Hà Bầu và Biển Hồ thành xã mới có tên gọi là xã Biển Hồ.
42. Sắp xếp toàn bộ diện tích tự nhiên, quy mô dân số của các xã Ia Kênh, Ia Pếch và Gào thành xã mới có tên gọi là xã Gào.
43. Sắp xếp toàn bộ diện tích tự nhiên, quy mô dân số của thị trấn Ia Ly, xã Ia Mơ Nông và xã Ia Kreng thành xã mới có tên gọi là xã Ia Ly.
44. Sắp xếp toàn bộ diện tích tự nhiên, quy mô dân số của thị trấn Phú Hòa, xã Nghĩa Hòa và xã Hòa Phú thành xã mới có tên gọi là xã Chư Păh.
45. Sắp xếp toàn bộ diện tích tự nhiên, quy mô dân số của các xã Đăk Tơ Ver, Hà Tây và Ia Khươl thành xã mới có tên gọi là xã Ia Khươl.
46. Sắp xếp toàn bộ diện tích tự nhiên, quy mô dân số của các xã Ia Ka, Ia Nhin và Ia Phí thành xã mới có tên gọi là xã Ia Phí.
47. Sắp xếp toàn bộ diện tích tự nhiên, quy mô dân số của thị trấn Chư Prông và các xã Ia Phìn, Ia Kly, Ia Drang thành xã mới có tên gọi là xã Chư Prông.
48. Sắp xếp toàn bộ diện tích tự nhiên, quy mô dân số của các xã Thăng Hưng, Bình Giáo và Bàu Cạn thành xã mới có tên gọi là xã Bàu Cạn.
49. Sắp xếp toàn bộ diện tích tự nhiên, quy mô dân số của các xã Ia O (huyện Chư Prông), Ia Me và Ia Boòng thành xã mới có tên gọi là xã Ia Boòng.
50. Sắp xếp toàn bộ diện tích tự nhiên, quy mô dân số của xã Ia Piơr và xã Ia Lâu thành xã mới có tên gọi là xã Ia Lâu.
51. Sắp xếp toàn bộ diện tích tự nhiên, quy mô dân số của các xã Ia Ga, Ia Vê và Ia Pia thành xã mới có tên gọi là xã Ia Pia.
52. Sắp xếp toàn bộ diện tích tự nhiên, quy mô dân số của các xã Ia Băng (huyện Chư Prông), Ia Bang và Ia Tôr thành xã mới có tên gọi là xã Ia Tôr.
53. Sắp xếp toàn bộ diện tích tự nhiên, quy mô dân số của thị trấn Chư Sê và các xã Dun, Ia Blang, Ia Pal, Ia Glai thành xã mới có tên gọi là xã Chư Sê.
54. Sắp xếp toàn bộ diện tích tự nhiên, quy mô dân số của các xã Bar Măih, Ia Tiêm, Chư Pơng và Bờ Ngoong thành xã mới có tên gọi là xã Bờ Ngoong.
55. Sắp xếp toàn bộ diện tích tự nhiên, quy mô dân số của các xã Ia Hlốp, Ia Hla và Ia Ko thành xã mới có tên gọi là xã Ia Ko.
56. Sắp xếp toàn bộ diện tích tự nhiên, quy mô dân số của các xã Ayun (huyện Chư Sê), Kông Htok và Al Bá thành xã mới có tên gọi là xã Al Bá.
57. Sắp xếp toàn bộ diện tích tự nhiên, quy mô dân số của thị trấn Nhơn Hòa, xã Chư Don và xã Ia Phang thành xã mới có tên gọi là xã Chư Pưh.
58. Sắp xếp toàn bộ diện tích tự nhiên, quy mô dân số của xã Ia Blứ và xã Ia Le thành xã mới có tên gọi là xã Ia Le.
59. Sắp xếp toàn bộ diện tích tự nhiên, quy mô dân số của các xã Ia Dreng, Ia Rong, HBông và Ia Hrú thành xã mới có tên gọi là xã Ia Hrú.
60. Sắp xếp toàn bộ diện tích tự nhiên, quy mô dân số của các xã Tú An, Xuân An, Song An và Cửu An thành xã mới có tên gọi là xã Cửu An.
61. Sắp xếp toàn bộ diện tích tự nhiên, quy mô dân số của thị trấn Đak Pơ và các xã Hà Tam, An Thành, Yang Bắc thành xã mới có tên gọi là xã Đak Pơ.
62. Sắp xếp toàn bộ diện tích tự nhiên, quy mô dân số của xã Phú An và xã Ya Hội thành xã mới có tên gọi là xã Ya Hội.
63. Sắp xếp toàn bộ diện tích tự nhiên, quy mô dân số của thị trấn Kbang, xã Lơ Ku và xã Đak Smar thành xã mới có tên gọi là xã Kbang.
64. Sắp xếp toàn bộ diện tích tự nhiên, quy mô dân số của các xã Đông, Nghĩa An và Kông Bơ La thành xã mới có tên gọi là xã Kông Bơ La.
65. Sắp xếp toàn bộ diện tích tự nhiên, quy mô dân số của xã Kông Lơng Khơng và xã Tơ Tung thành xã mới có tên gọi là xã Tơ Tung.
66. Sắp xếp toàn bộ diện tích tự nhiên, quy mô dân số của xã Sơ Pai và xã Sơn Lang thành xã mới có tên gọi là xã Sơn Lang.
67. Sắp xếp toàn bộ diện tích tự nhiên, quy mô dân số của xã Kon Pne và xã Đak Rong thành xã mới có tên gọi là xã Đak Rong.
68. Sắp xếp toàn bộ diện tích tự nhiên, quy mô dân số của thị trấn Kông Chro, xã Yang Trung và xã Yang Nam thành xã mới có tên gọi là xã Kông Chro.
69. Sắp xếp toàn bộ diện tích tự nhiên, quy mô dân số của các xã Đăk Tơ Pang, Kông Yang và Ya Ma thành xã mới có tên gọi là xã Ya Ma.
70. Sắp xếp toàn bộ diện tích tự nhiên, quy mô dân số của xã An Trung (huyện Kông Chro) và xã Chư Krey thành xã mới có tên gọi là xã Chư Krey.
71. Sắp xếp toàn bộ diện tích tự nhiên, quy mô dân số của xã Đăk Kơ Ning và xã SRó thành xã mới có tên gọi là xã SRó.
72. Sắp xếp toàn bộ diện tích tự nhiên, quy mô dân số của xã Đăk Pling và xã Đăk Song thành xã mới có tên gọi là xã Đăk Song.
73. Sắp xếp toàn bộ diện tích tự nhiên, quy mô dân số của xã Đăk Pơ Pho và xã Chơ GLong thành xã mới có tên gọi là xã Chơ Long.
74. Sắp xếp toàn bộ diện tích tự nhiên, quy mô dân số của xã Chư Băh và xã Ia Rbol thành xã mới có tên gọi là xã Ia Rbol.
75. Sắp xếp toàn bộ diện tích tự nhiên, quy mô dân số của xã Ia Sao (thị xã Ayun Pa) và xã Ia Rtô thành xã mới có tên gọi là xã Ia Sao.
76. Sắp xếp toàn bộ diện tích tự nhiên, quy mô dân số của thị trấn Phú Thiện và các xã Ia Sol, Ia Piar, Ia Yeng thành xã mới có tên gọi là xã Phú Thiện.
77. Sắp xếp toàn bộ diện tích tự nhiên, quy mô dân số của các xã Ayun Hạ, Ia Ake và Chư A Thai thành xã mới có tên gọi là xã Chư A Thai.
78. Sắp xếp toàn bộ diện tích tự nhiên, quy mô dân số của các xã Chrôh Pơnan, Ia Peng và Ia Hiao thành xã mới có tên gọi là xã Ia Hiao.
79. Sắp xếp toàn bộ diện tích tự nhiên, quy mô dân số của xã Chư Răng và xã Pờ Tó thành xã mới có tên gọi là xã Pờ Tó.
80. Sắp xếp toàn bộ diện tích tự nhiên, quy mô dân số của các xã Ia Mrơn, Kim Tân và Ia Trôk thành xã mới có tên gọi là xã Ia Pa.
81. Sắp xếp toàn bộ diện tích tự nhiên, quy mô dân số của các xã Chư Mố, Ia Broăi, Ia Kdăm và Ia Tul thành xã mới có tên gọi là xã Ia Tul.
82. Sắp xếp toàn bộ diện tích tự nhiên, quy mô dân số của thị trấn Phú Túc và các xã Phú Cần, Chư Ngọc, Ia Mlah, Đất Bằng thành xã mới có tên gọi là xã Phú Túc.
83. Sắp xếp toàn bộ diện tích tự nhiên, quy mô dân số của các xã Ia Rmok, Krông Năng và Ia Dreh thành xã mới có tên gọi là xã Ia Dreh.
84. Sắp xếp toàn bộ diện tích tự nhiên, quy mô dân số của các xã Chư RCăm, Chư Gu và Ia Rsai thành xã mới có tên gọi là xã Ia Rsai.
85. Sắp xếp toàn bộ diện tích tự nhiên, quy mô dân số của các xã Ia Rsươm, Chư Drăng và Uar thành xã mới có tên gọi là xã Uar.
86. Sắp xếp toàn bộ diện tích tự nhiên, quy mô dân số của thị trấn Đak Đoa, xã Tân Bình và xã Glar thành xã mới có tên gọi là xã Đak Đoa.
87. Sắp xếp toàn bộ diện tích tự nhiên, quy mô dân số của các xã Đak Krong, Hneng, Nam Yang và Kon Gang thành xã mới có tên gọi là xã Kon Gang.
88. Sắp xếp toàn bộ diện tích tự nhiên, quy mô dân số của các xã Ia Băng (huyện Đak Đoa), Adơk và Ia Pết thành xã mới có tên gọi là xã Ia Băng.
89. Sắp xếp toàn bộ diện tích tự nhiên, quy mô dân số của các xã Hnol, Trang và KDang thành xã mới có tên gọi là xã KDang.
90. Sắp xếp toàn bộ diện tích tự nhiên, quy mô dân số của xã Hà Đông và xã Đak Sơmei thành xã mới có tên gọi là xã Đak Sơmei.
91. Sắp xếp toàn bộ diện tích tự nhiên, quy mô dân số của thị trấn Kon Dơng và các xã Đăk Yă, Đak Djrăng, Hải Yang thành xã mới có tên gọi là xã Mang Yang.
92. Sắp xếp toàn bộ diện tích tự nhiên, quy mô dân số của các xã Đê Ar, Kon Thụp và Lơ Pang thành xã mới có tên gọi là xã Lơ Pang.
93. Sắp xếp toàn bộ diện tích tự nhiên, quy mô dân số của xã Đak Trôi và xã Kon Chiêng thành xã mới có tên gọi là xã Kon Chiêng.
94. Sắp xếp toàn bộ diện tích tự nhiên, quy mô dân số của xã Đak Ta Ley và xã Hra thành xã mới có tên gọi là xã Hra.
95. Sắp xếp toàn bộ diện tích tự nhiên, quy mô dân số của xã Đak Jơ Ta và xã Ayun (huyện Mang Yang) thành xã mới có tên gọi là xã Ayun.
96. Sắp xếp toàn bộ diện tích tự nhiên, quy mô dân số của thị trấn Ia Kha, xã Ia Bă và xã Ia Grăng thành xã mới có tên gọi là xã Ia Grai.
97. Sắp xếp toàn bộ diện tích tự nhiên, quy mô dân số của các xã Ia Tô, Ia Khai và Ia Krái thành xã mới có tên gọi là xã Ia Krái.
98. Sắp xếp toàn bộ diện tích tự nhiên, quy mô dân số của các xã Ia Sao (huyện Ia Grai), Ia Yok, Ia Dêr và Ia Hrung thành xã mới có tên gọi là xã Ia Hrung.
99. Sắp xếp toàn bộ diện tích tự nhiên, quy mô dân số của thị trấn Chư Ty và xã Ia Kriêng thành xã mới có tên gọi là xã Đức Cơ.
100. Sắp xếp toàn bộ diện tích tự nhiên, quy mô dân số của xã Ia Kla và xã Ia Dơk thành xã mới có tên gọi là xã Ia Dơk.
101. Sắp xếp toàn bộ diện tích tự nhiên, quy mô dân số của các xã Ia Lang, Ia Din và Ia Krêl thành xã mới có tên gọi là xã Ia Krêl.
102. Sắp xếp toàn bộ diện tích tự nhiên, quy mô dân số của các phường Đống Đa (thành phố Quy Nhơn), Hải Cảng, Thị Nại và Trần Phú thành phường mới có tên gọi là phường Quy Nhơn.
103. Sắp xếp toàn bộ diện tích tự nhiên, quy mô dân số của phường Nhơn Bình và các xã Nhơn Hội, Nhơn Lý, Nhơn Hải thành phường mới có tên gọi là phường Quy Nhơn Đông.
104. Sắp xếp toàn bộ diện tích tự nhiên, quy mô dân số của phường Bùi Thị Xuân và xã Phước Mỹ thành phường mới có tên gọi là phường Quy Nhơn Tây.
105. Sắp xếp toàn bộ diện tích tự nhiên, quy mô dân số của các phường Ngô Mây (thành phố Quy Nhơn), Nguyễn Văn Cừ, Quang Trung và Ghềnh Ráng thành phường mới có tên gọi là phường Quy Nhơn Nam.
106. Sắp xếp toàn bộ diện tích tự nhiên, quy mô dân số của phường Trần Quang Diệu và phường Nhơn Phú thành phường mới có tên gọi là phường Quy Nhơn Bắc.
107. Sắp xếp toàn bộ diện tích tự nhiên, quy mô dân số của phường Bình Định, xã Nhơn Khánh và xã Nhơn Phúc thành phường mới có tên gọi là phường Bình Định.
108. Sắp xếp toàn bộ diện tích tự nhiên, quy mô dân số của phường Đập Đá, xã Nhơn Mỹ và xã Nhơn Hậu thành phường mới có tên gọi là phường An Nhơn.
109. Sắp xếp toàn bộ diện tích tự nhiên, quy mô dân số của phường Nhơn Hưng và xã Nhơn An thành phường mới có tên gọi là phường An Nhơn Đông.
110. Sắp xếp toàn bộ diện tích tự nhiên, quy mô dân số của phường Nhơn Hòa và xã Nhơn Thọ thành phường mới có tên gọi là phường An Nhơn Nam.
111. Sắp xếp toàn bộ diện tích tự nhiên, quy mô dân số của phường Nhơn Thành, xã Nhơn Phong và xã Nhơn Hạnh thành phường mới có tên gọi là phường An Nhơn Bắc.
112. Sắp xếp toàn bộ diện tích tự nhiên, quy mô dân số của phường Hoài Đức và phường Bồng Sơn thành phường mới có tên gọi là phường Bồng Sơn.
113. Sắp xếp toàn bộ diện tích tự nhiên, quy mô dân số của các phường Hoài Thanh, Tam Quan Nam và Hoài Thanh Tây thành phường mới có tên gọi là phường Hoài Nhơn.
114. Sắp xếp toàn bộ diện tích tự nhiên, quy mô dân số của phường Tam Quan và xã Hoài Châu thành phường mới có tên gọi là phường Tam Quan.
115. Sắp xếp toàn bộ diện tích tự nhiên, quy mô dân số của phường Hoài Hương, xã Hoài Hải và xã Hoài Mỹ thành phường mới có tên gọi là phường Hoài Nhơn Đông.
116. Sắp xếp toàn bộ diện tích tự nhiên, quy mô dân số của phường Hoài Hảo và xã Hoài Phú thành phường mới có tên gọi là phường Hoài Nhơn Tây.
117. Sắp xếp toàn bộ diện tích tự nhiên, quy mô dân số của phường Hoài Tân và phường Hoài Xuân thành phường mới có tên gọi là phường Hoài Nhơn Nam.
118. Sắp xếp toàn bộ diện tích tự nhiên, quy mô dân số của phường Tam Quan Bắc, xã Hoài Sơn và xã Hoài Châu Bắc thành phường mới có tên gọi là phường Hoài Nhơn Bắc.
119. Sắp xếp toàn bộ diện tích tự nhiên, quy mô dân số của các phường Tây Sơn (thành phố Pleiku), Hội Thương, Hoa Lư, Phù Đổng và xã Trà Đa thành phường mới có tên gọi là phường Pleiku.
120. Sắp xếp toàn bộ diện tích tự nhiên, quy mô dân số của các phường Trà Bá, Chi Lăng và Hội Phú thành phường mới có tên gọi là phường Hội Phú.
121. Sắp xếp toàn bộ diện tích tự nhiên, quy mô dân số của các phường Đống Đa (thành phố Pleiku), Yên Thế và Thống Nhất thành phường mới có tên gọi là phường Thống Nhất.
122. Sắp xếp toàn bộ diện tích tự nhiên, quy mô dân của các phường Yên Đỗ, Ia Kring, Diên Hồng và xã Diên Phú thành phường mới có tên gọi là phường Diên Hồng.
123. Sắp xếp toàn bộ diện tích tự nhiên, quy mô dân số của phường Thắng Lợi, xã Chư Á và xã An Phú thành phường mới có tên gọi là phường An Phú.
124. Sắp xếp toàn bộ diện tích tự nhiên, quy mô dân của phường Ngô Mây và phường Tây Sơn (thị xã An Khê), các phường An Phú, An Phước, An Tân và xã Thành An thành phường mới có tên gọi là phường An Khê.
125. Sắp xếp toàn bộ diện tích tự nhiên, quy mô dân số của phường An Bình, xã Tân An và xã Cư An thành phường mới có tên gọi là phường An Bình.
126. Sắp xếp toàn bộ diện tích tự nhiên, quy mô dân số của các phường Đoàn Kết, Sông Bờ, Cheo Reo và Hòa Bình thành phường mới có tên gọi là phường Ayun Pa.
127. Sau khi sắp xếp, tỉnh Gia Lai có 135 đơn vị hành chính cấp xã, gồm 110 xã và 25 phường; trong đó có 101 xã, 25 phường hình thành sau sắp xếp quy định tại Điều này và 09 xã không thực hiện sắp xếp là các xã Ia O (huyện Ia Grai), Nhơn Châu, Ia Púch, Ia Mơ, Ia Pnôn, Ia Nan, Ia Dom, Ia Chia và Krong.